# Inocybe
Inocybe (Elias Magnus Fries, 1821 ex Elias Magnus Fries, 1863) este un gen de ciuperci otrăvitoare, parțial letale, din încrengătura Basidiomycota în ordinul Agaricales și familia Inocybaceae cu, după Mycobank, peste 1400 de specii, incluzând toate formele și variațiile, iar Catalogue of Life (Index Fungorum) acceptă 1051 de specii independente (29 martie 2019). În  Europa există mult mai puține, conform Eric Strittmatter 248 inclus variații. Speciile acestui gen coabitează, formând micorize pe rădăcinile arborilor. Bureții se pot găsi în România, Basarabia și Bucovina de Nord, crescând preferat în grupuri pe sol umed, în păduri de conifere, de foioase și mixte, la margini de drum, prin parcuri, livezi și în zone de defrișare. Speciile genului apar din mai până în noiembrie. Tip de specie este Inocybe relicina.

## Istoric
Genul a fost descris pentru prima dată ca Agaricus trib. Inocybe de către renumitul savant suedez (Elias Magnus Fries în volumul 1 al marii sale opere Systema mycologicum (1821). și determinat tot de el sub denumirea actuală (2019), de verificat în volumul 2 al cărții sale Monographia Hymenomycetum Sueciae din 1863.
Toate celelalte încercări de redenumire (vezi infocaseta) sunt acceptate sinonim, dar nefiind folosite niciodată, pot fi neglijate.

## Descriere

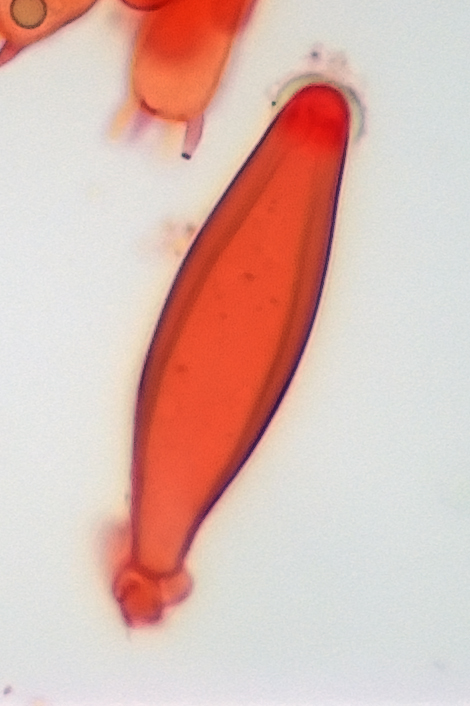
Cistidă tipică pentru genul Inocybe

Valabil pentru majoritatea speciilor:
- Pălăria: de dimensiune mică până mijlocie, este la speciile mici subțire, la cele mari cărnoasă, inițial întins conică sau în formă de clopot, apoi aplatizează, ori cocoșată, ori cu un gurgui destul de proeminent ascuțit sau turtit în centru. Nu este higrofană și are un aspect uscat. Marginea arată la început adesea o cortină palidă care dispare repede, iar prezintă la bătrânețe nu rar crăpături radiale scurte până adânci. Cuticula este în tinerețe fin brumată, mătăsoasă și câteodată presărată cu resturi ale valului parțial, dezvoltând în continuare fibre radiale. Există și specii cu o suprafață lânos-pâsloasă. Coloritul este la început la aproape toate soiurile alb până gri-albicios. Unele păstrează culoarea, altele o schimbă, variind între ocru-gălbui și brun, diverse forme chiar liliachii până violacee.
- Lamelele: sunt dense, destul de groase și bulboase, cu lameluțe scurte intermediare la margine și numai slab-atașate de picior, aproape libere. Coloritul este la multe specii inițial alb, care devine la maturitate gri-maroniu, ocru-brun sau gri-măsliniu. Muchiile sunt albicioase sau alb-flocoase.
- Sporii: sunt de nuanțe maronii, mici, normal ovoidali până slab elipsoidali, adesea alungiți în formă de migdale sau boabe de fasole (la subgenul Clypeus tuberculați sau în formă de stea), netezi, niciodată verucoși și fără por de germen. Basidiile au un aspect de măciucă. Cistidele cu sau fără smoc cristalin sunt fusiforme, bombate la mijloc și cu un smoc la vârf.
- Piciorul: este destul de subțire, fibros, cilindric, mai mult sau mai puțin îngroșat și alb-pâslos la bază precum repede gol pe dinăuntru. Suprafața este albicioasă, netedă, lucioasă, și deseori brumată respectiv slab făinoasă spre pălărie. De obicei nu prezintă un inel.
- Carnea: albă până slab gălbuie, oxidează sau nu în roșiatic la tăiere, având mereu un miros slab până dezgustător spermatic, gustul fiind dulceag. Ea conține muscarină.[5][6][7]

## Toxicitate
Toate speciile genului sunt otrăvitoare până chiar și letale, conținând toxina muscarina în doze diferite, unele de asemenea psilocibină, de exemplu Inocybe aeruginascens.

## Sistematică
Genul a fost subîmparti, bazat pe morfologie, de Marcel Bon în 3 subgenuri cu 11 secții. Anexată este și o selecție de specii corespunzătoare: 
| - Subgenul Inosperma: fără cistide cu smoc cristalin. - Secția Depauperatae (1): suprafață lânos-pâsloasă. - Inocybe dulcamara - Inocybe terrigena - Secția Cervicolores (2): cuticulă lânos-pâsloasă, miros tare aromatic și spermatic. - Inocybe bongardii - Inocybe calamistrata - Secția Rimosae (3): mereu radial fibroase și crăpate. - Inocybe cookei - Inocybe corydalina - Inocybe erubescens - Inocybe jurana - Inocybe rimosa | - Subgenul Inocibium: spori netezi, pleuro-cistide cu un smoc cristalin și pereți groși. - Secția Lactiferae (4): înroșind sau chiar înverzind, cu un miros extrem. - Inocybe fraudans sin. piriodora - Inocybe godeyi - Inocybe pudica sin. whitei - Secția Lilacinae (5): suprafață liliacee, lânos–pâsloasă, nu rar și solzoasă. - Inocybe cincinnata sin. Inocybe obscura - Inocybe hystrix - Inocybe griseolilacina - Secția Lacerae (6) : picior ne-brumat, fără nuanțe liliacee. - Inocybe abjecta - Inocybe lacera - Inocybe phaeodisca - Secția Tardae (7): picior brumat numai la vârf. - Inocybe fibrosa - Inocybe flocculosa - Inocybe geophylla - Inocybe virgatula sin. fuscidula - Secția Splendentes (8): picior brumat complet sau pe două treimi. - Inocybe hirtella - Inocybe petiginosa - Inocybe sambucina - Inocybe sindonia - Inocybe vaccina | - Subgenul Clypeus: spori tuberculați sau în formă de stea. - Secția Cortinatae (9): picior slab sau ne-brumat spre vârf - Inocybe assimilata sin. Inocybe umbrina - Inocybe lanuginosa - Inocybe relicina - Secția Marginatae (10): brumată complet, cu bulb bazidial. bordurat - Inocybe asterospora - Inocybe decipiens - Inocybe praetervisa - Secția Petiginosae (11): picior brumat complet, fără bulb bazidial - Inocybe petiginosa |

## Specii ale genului în imagini

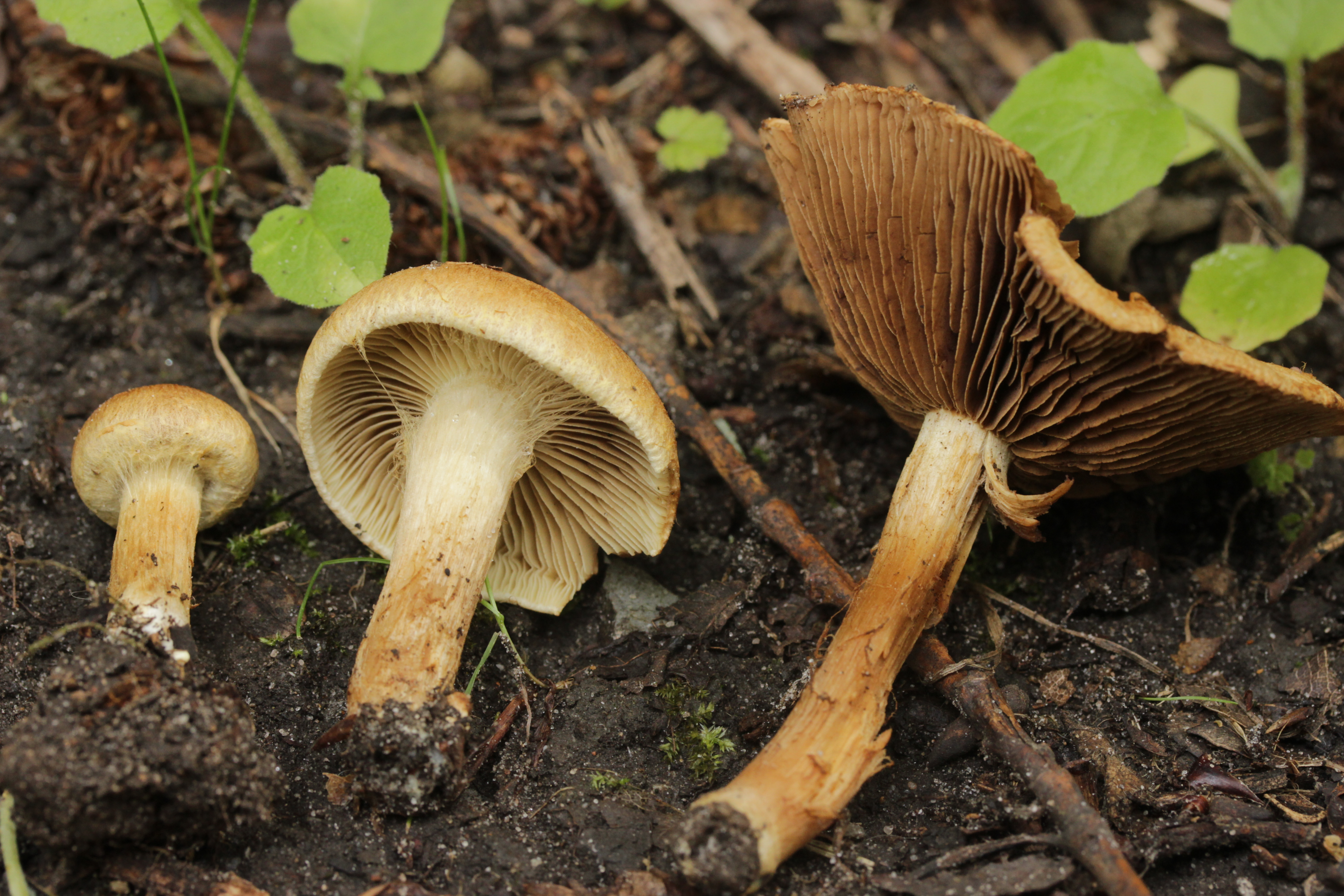
I. dulcamara (1)
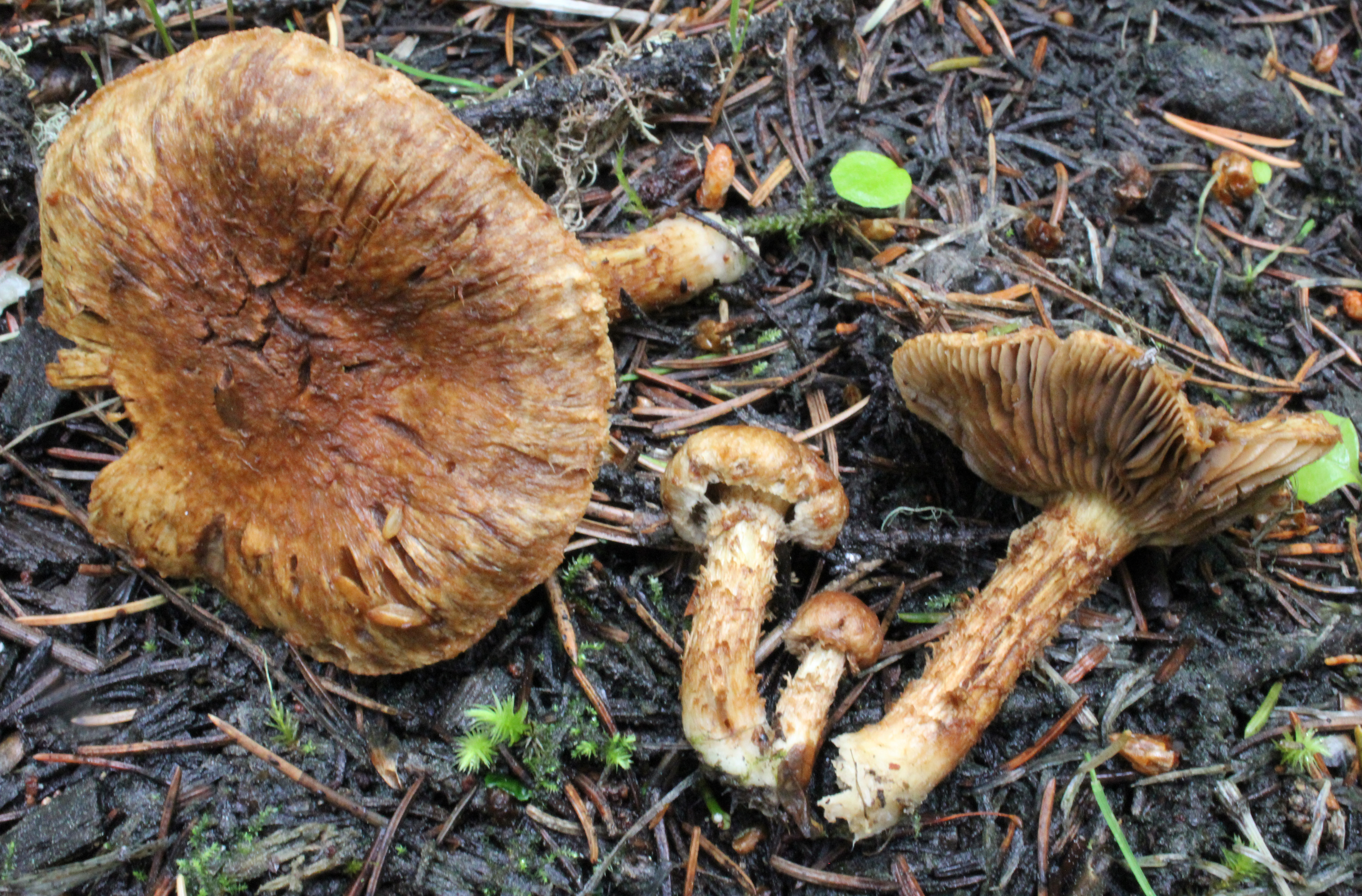
I. terrigena (1)
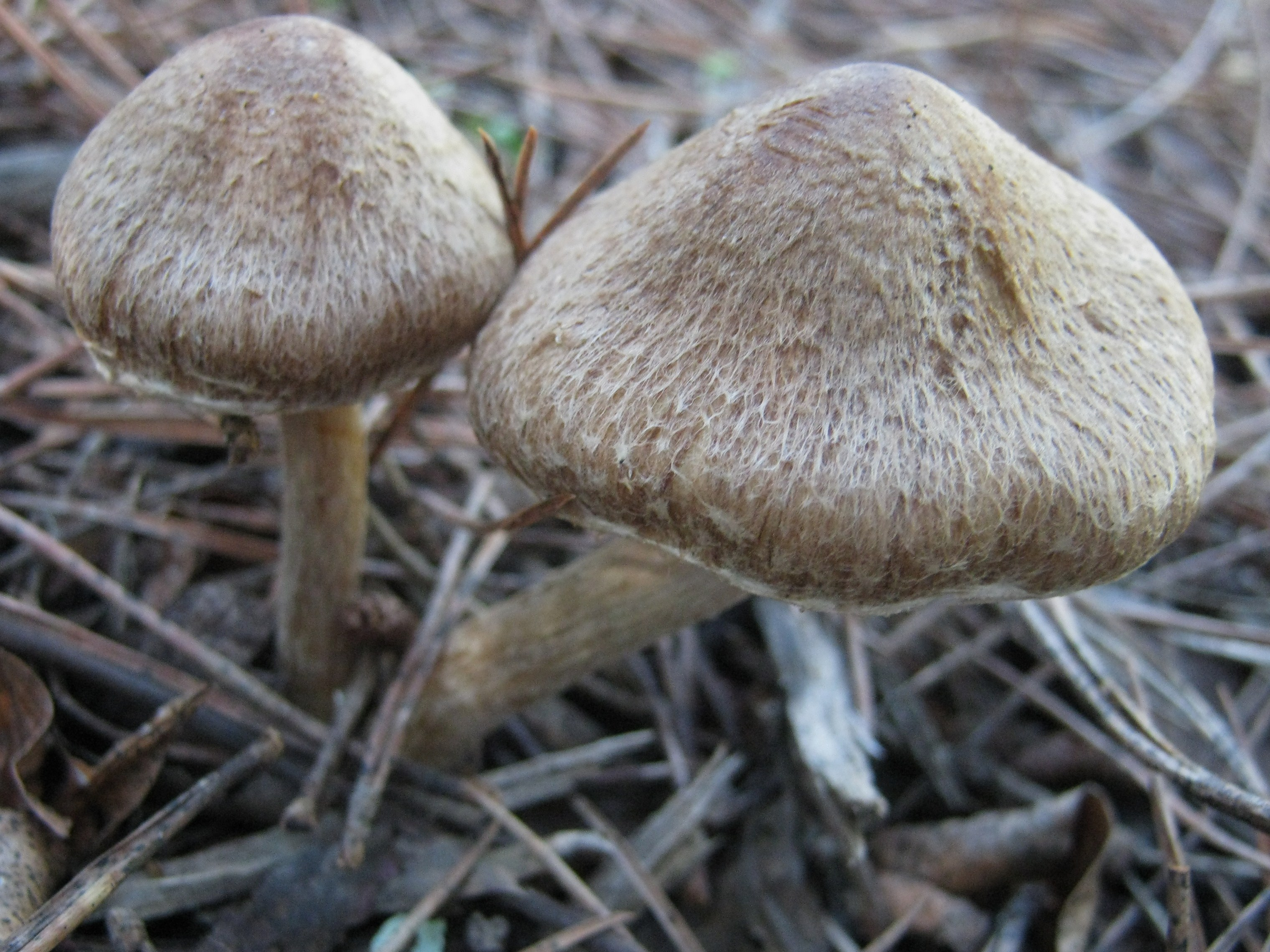
I. bongardii (2)
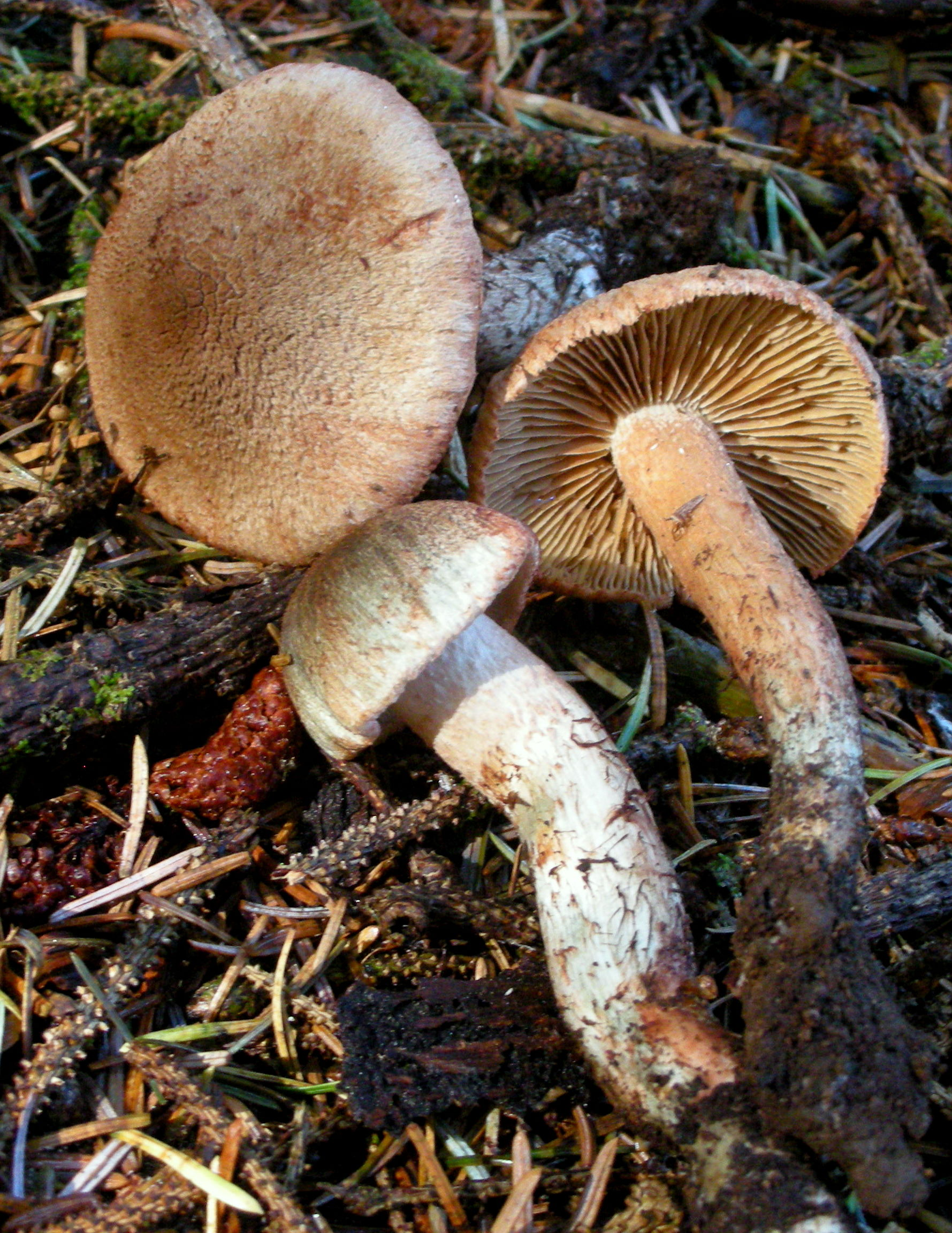
I. calamistrata (2)
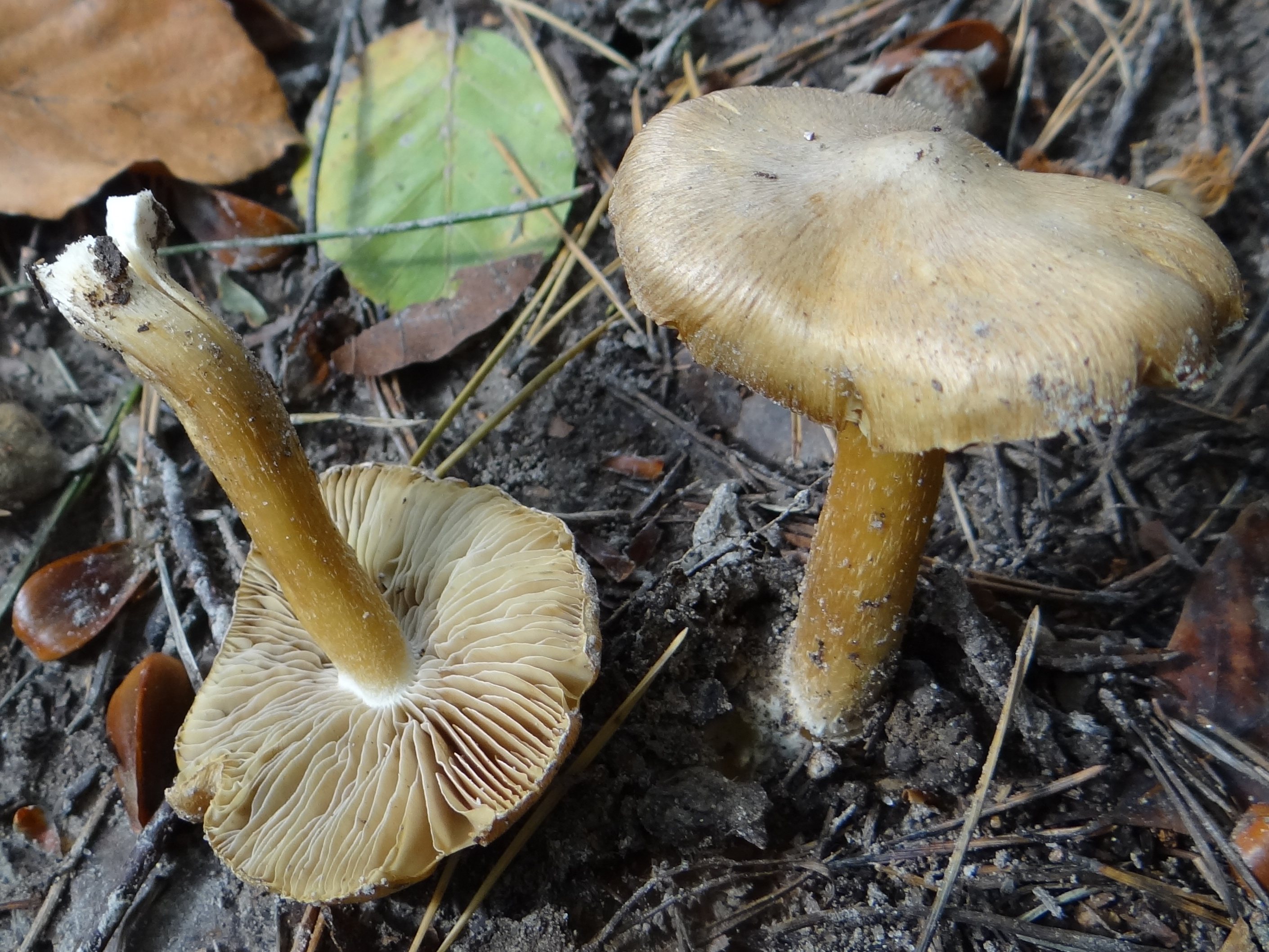
I. cookei (3)
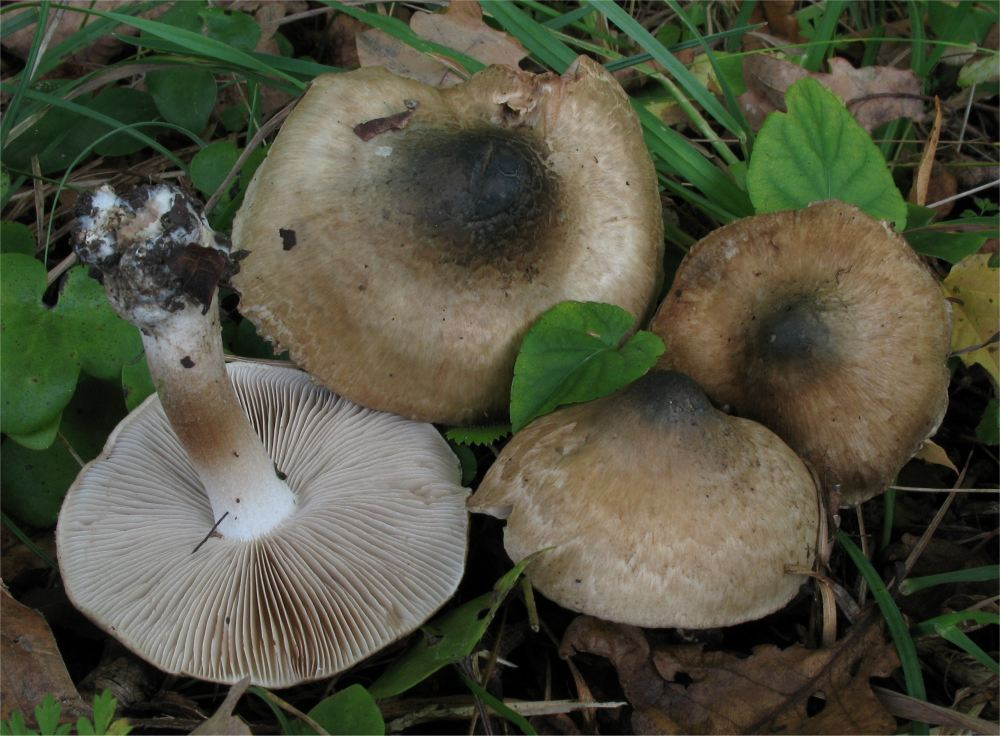
I. corydalina (3)
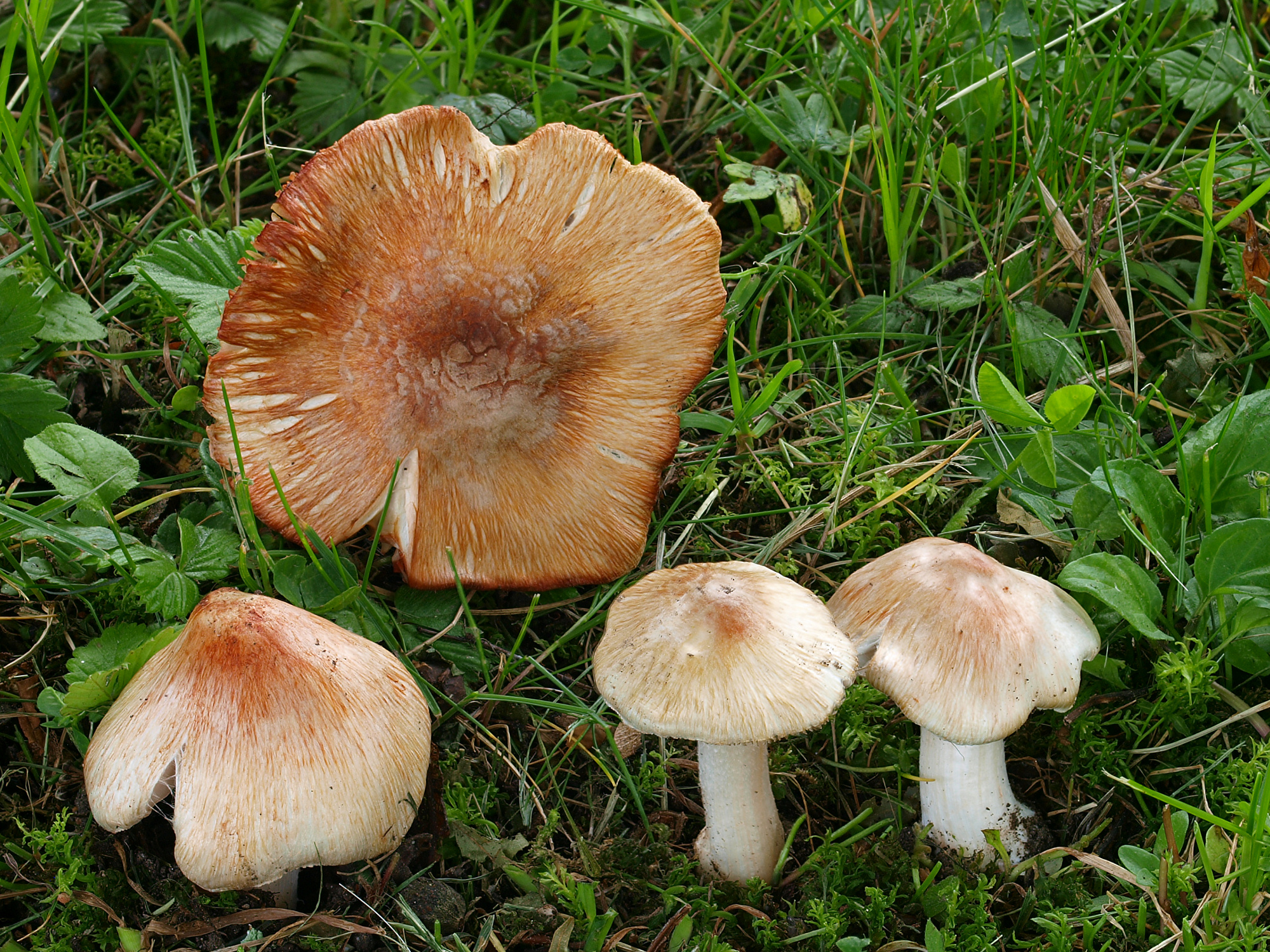
I. erubescens (3)
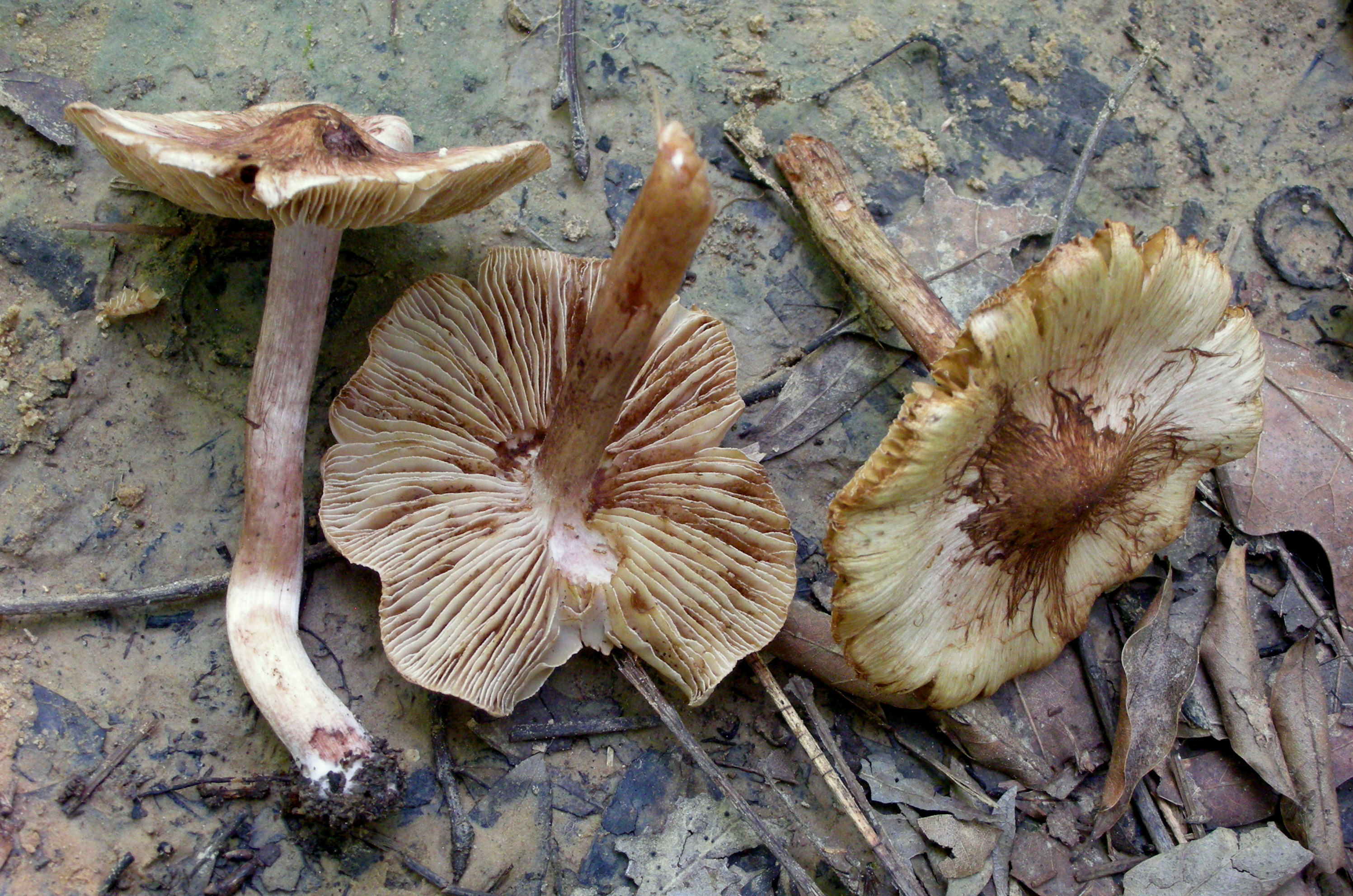
I. jurana (3)
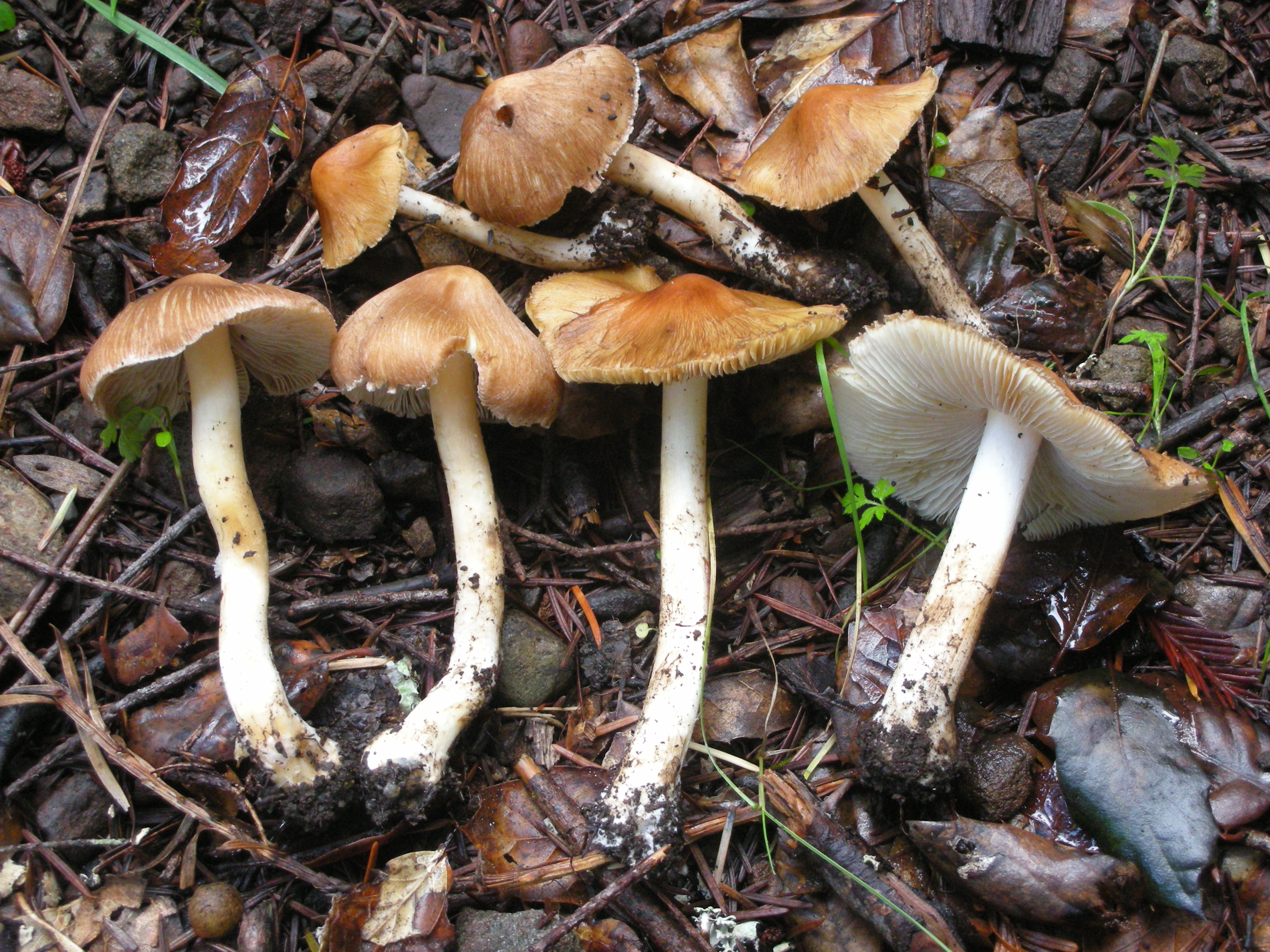
I. rimosa (3)
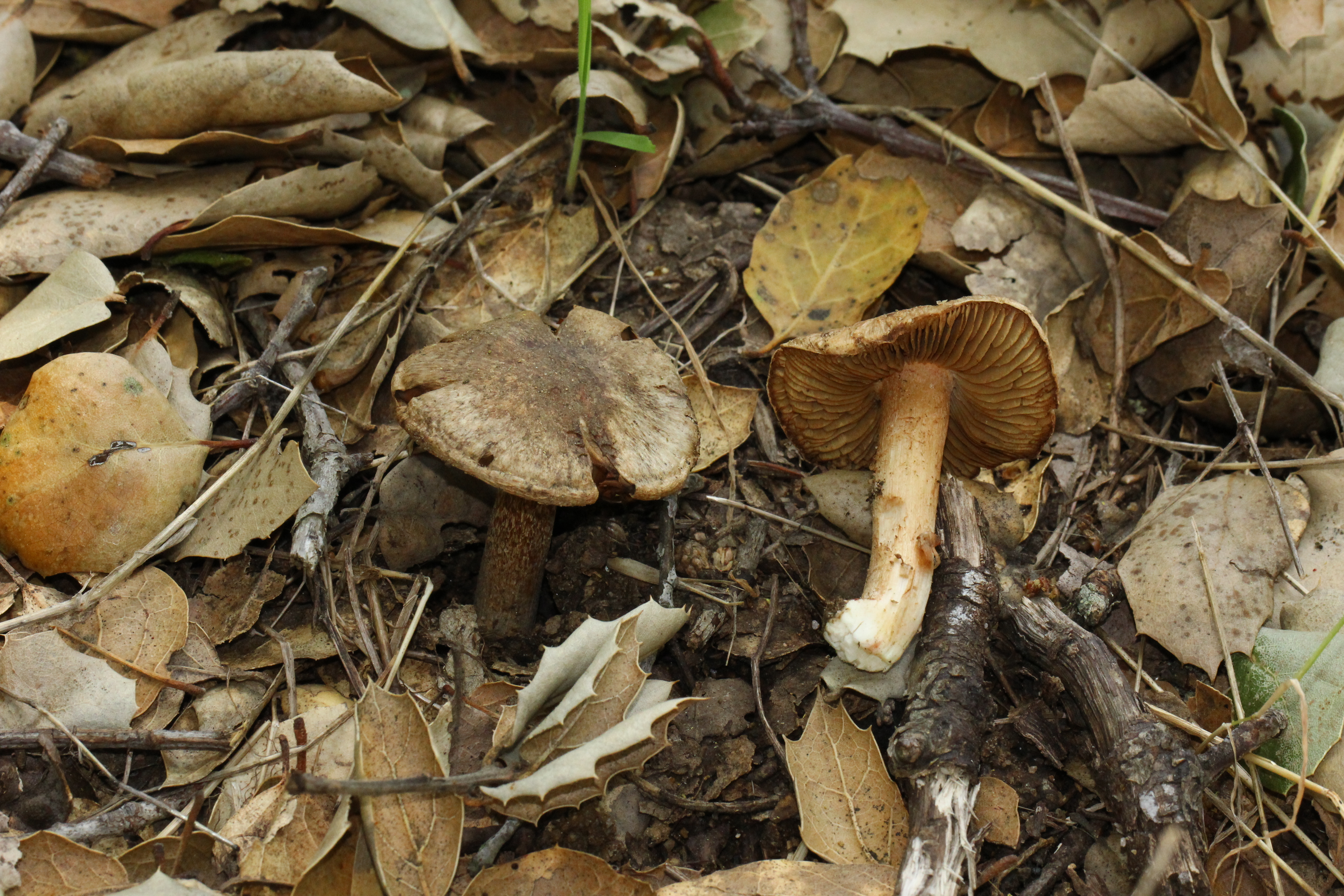
I. fraudans (4)

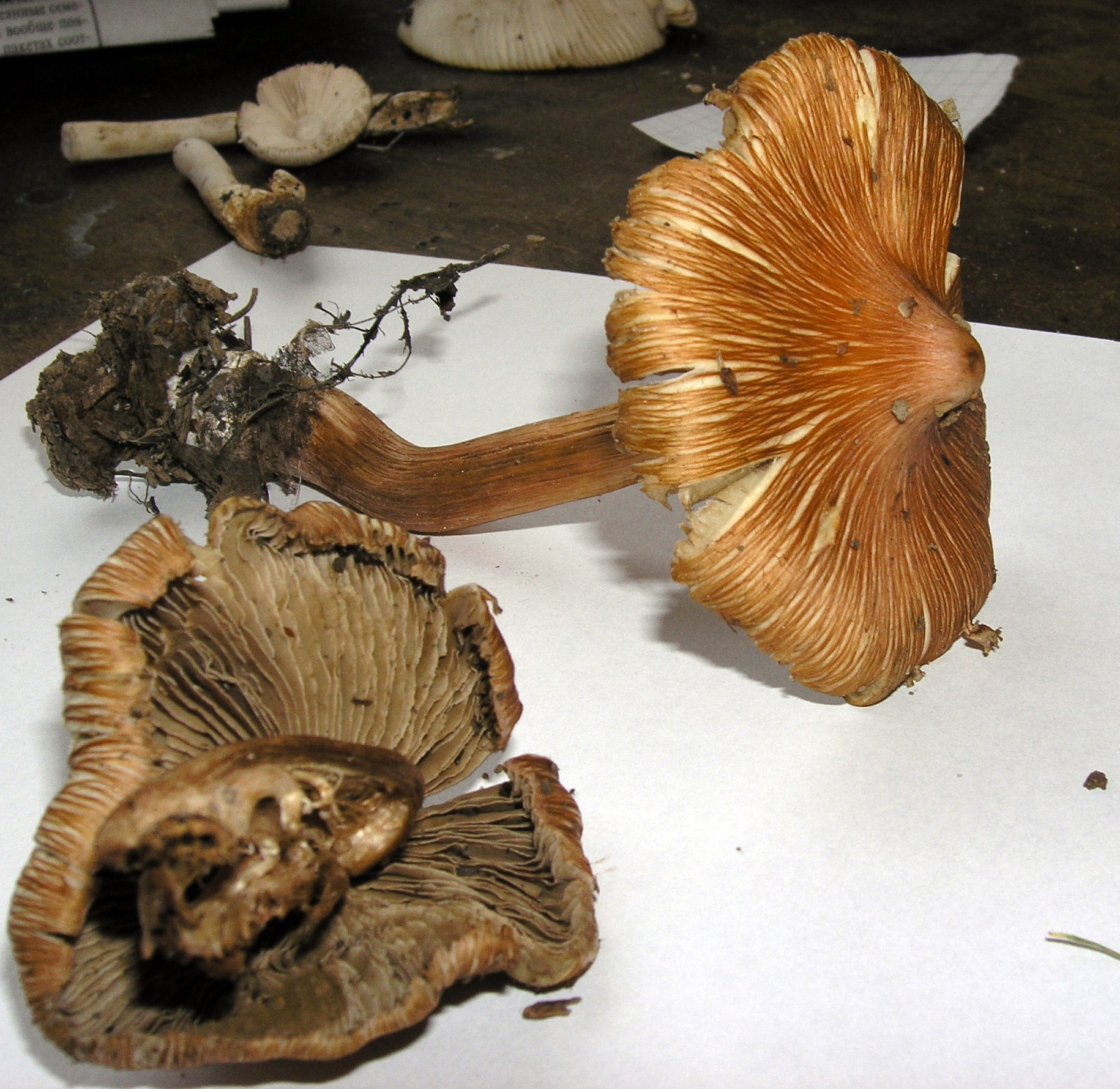
I. godeyi (4)
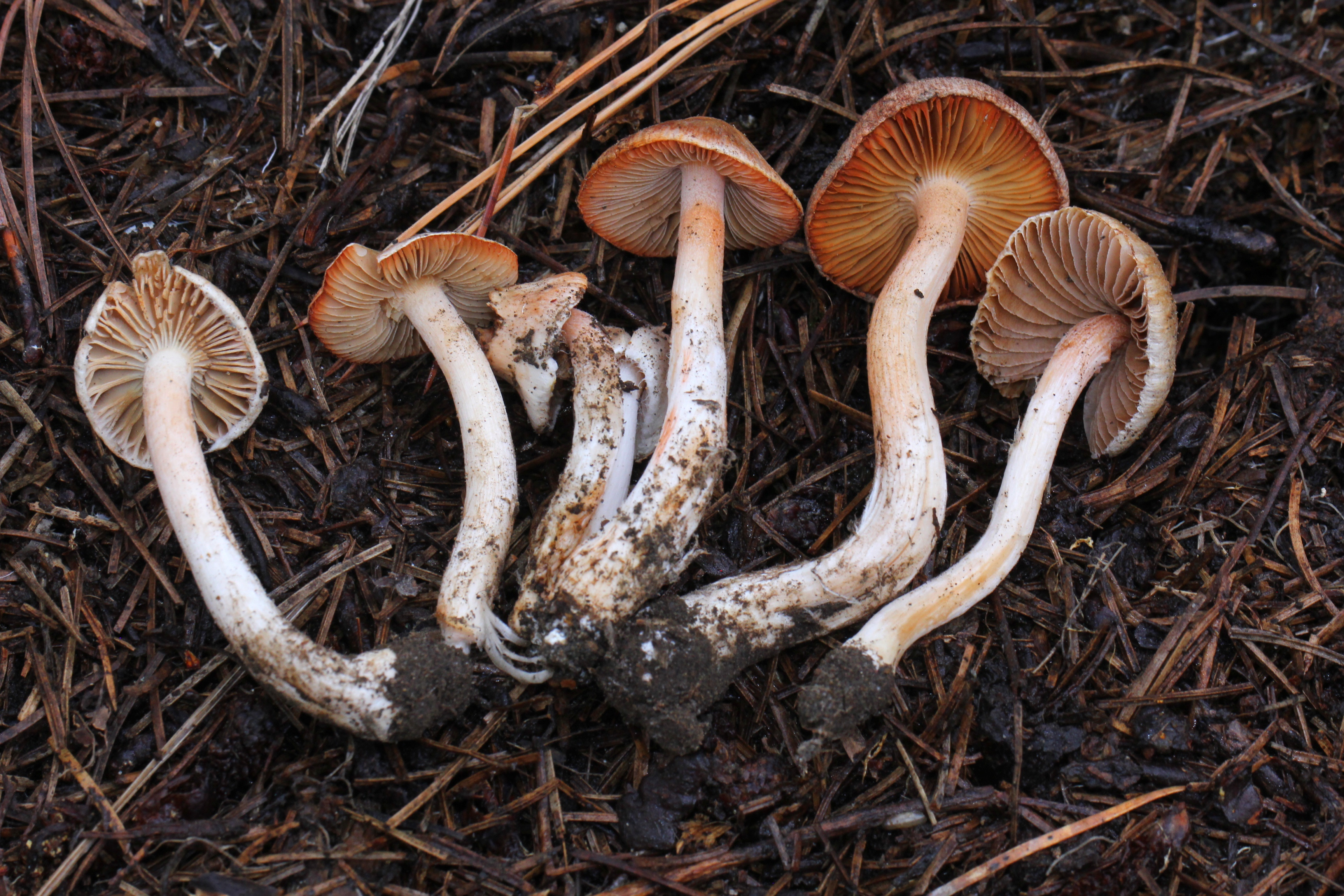
I. whitei (4)
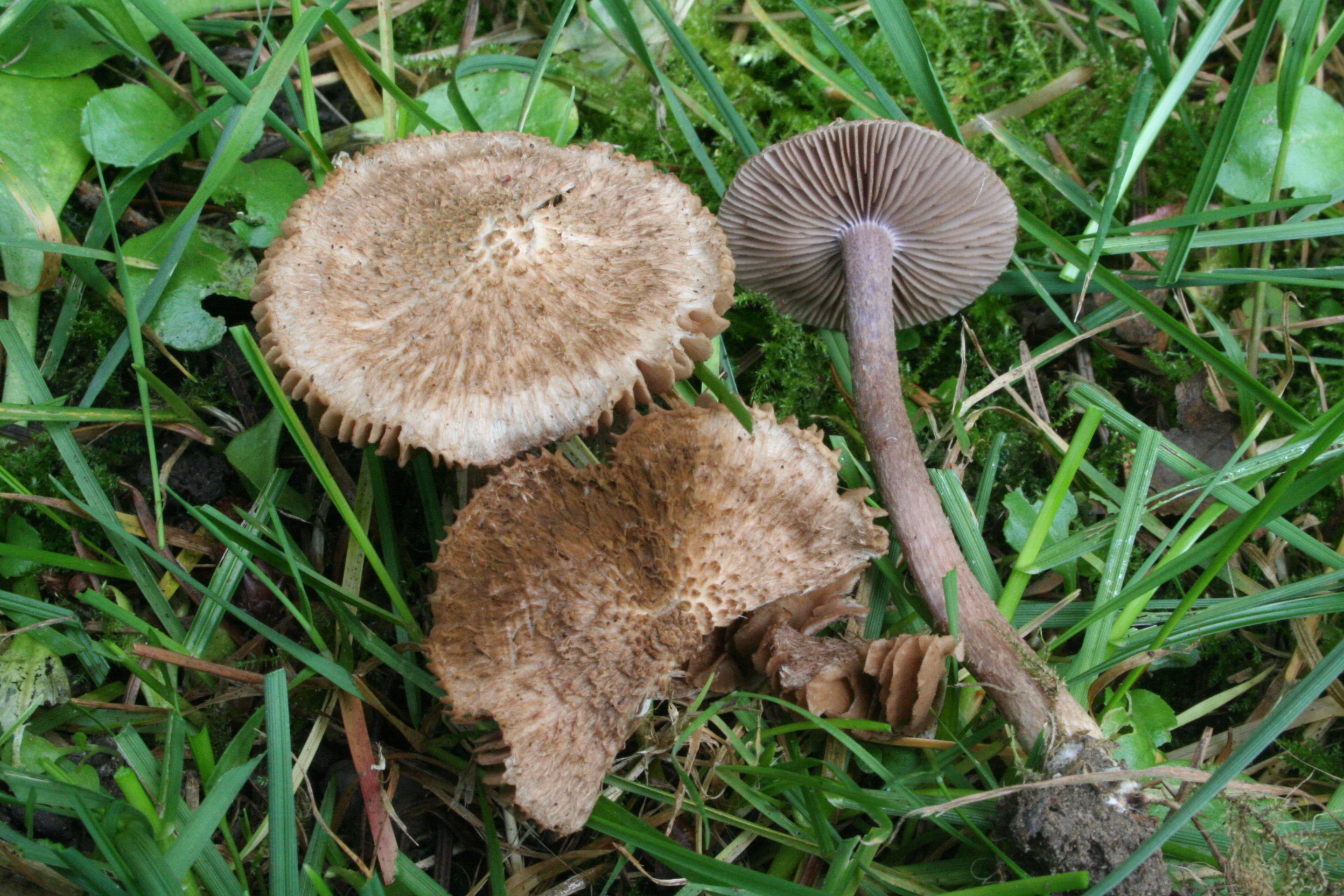
I. cincinnata sin. I. obscura
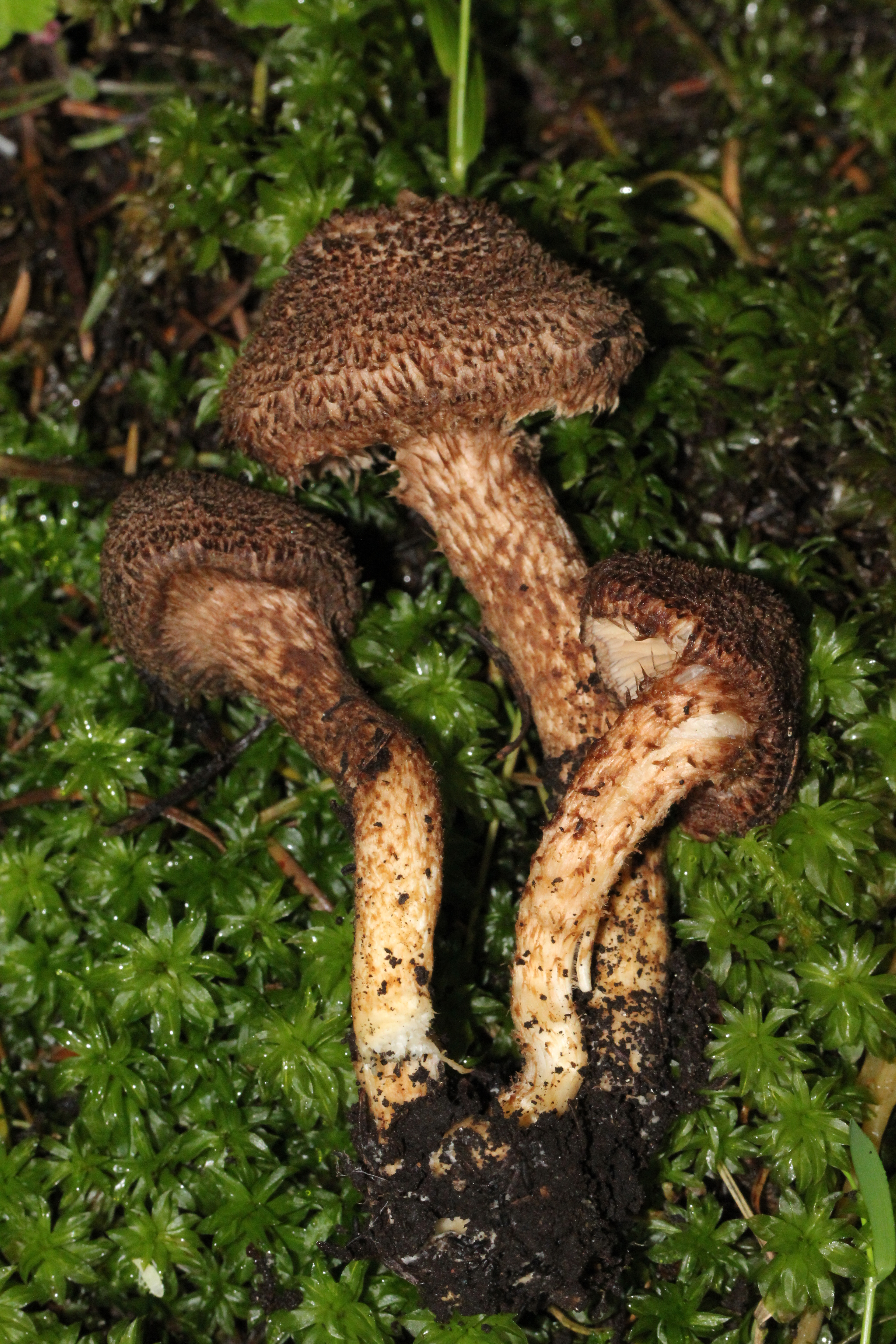
I. hystrix (5)
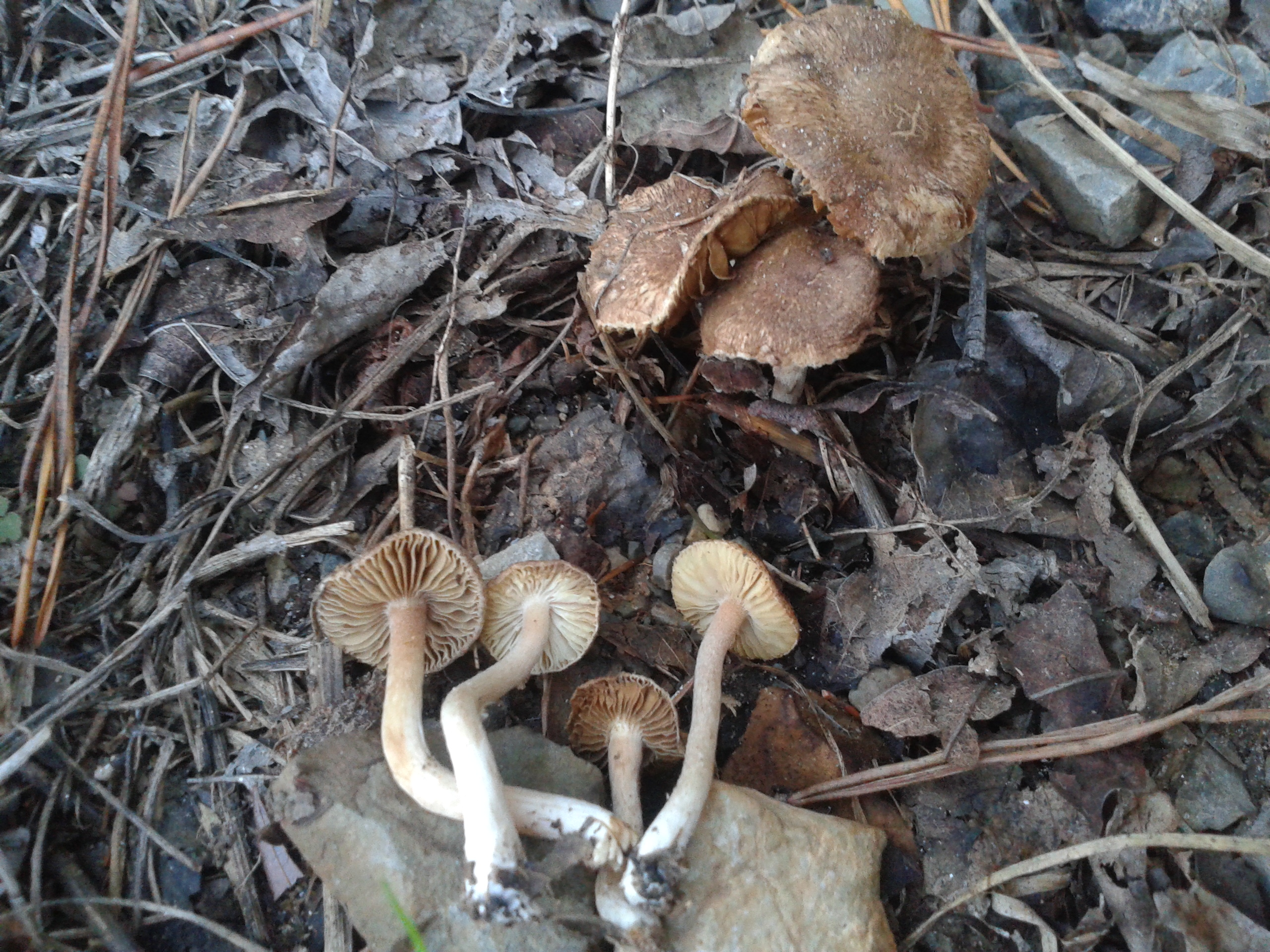
I. griseolilacina (5)
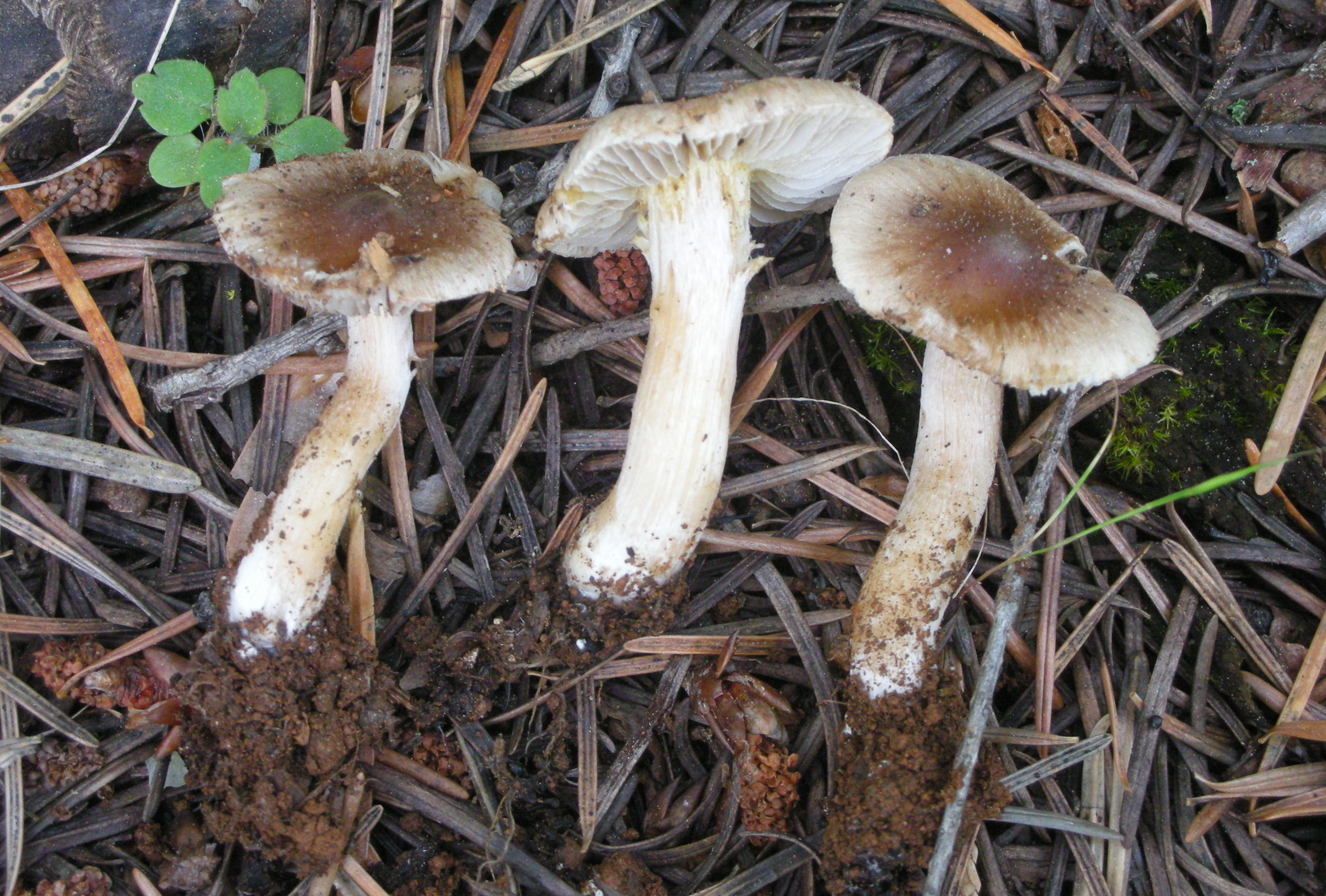
I. abjecta (6)
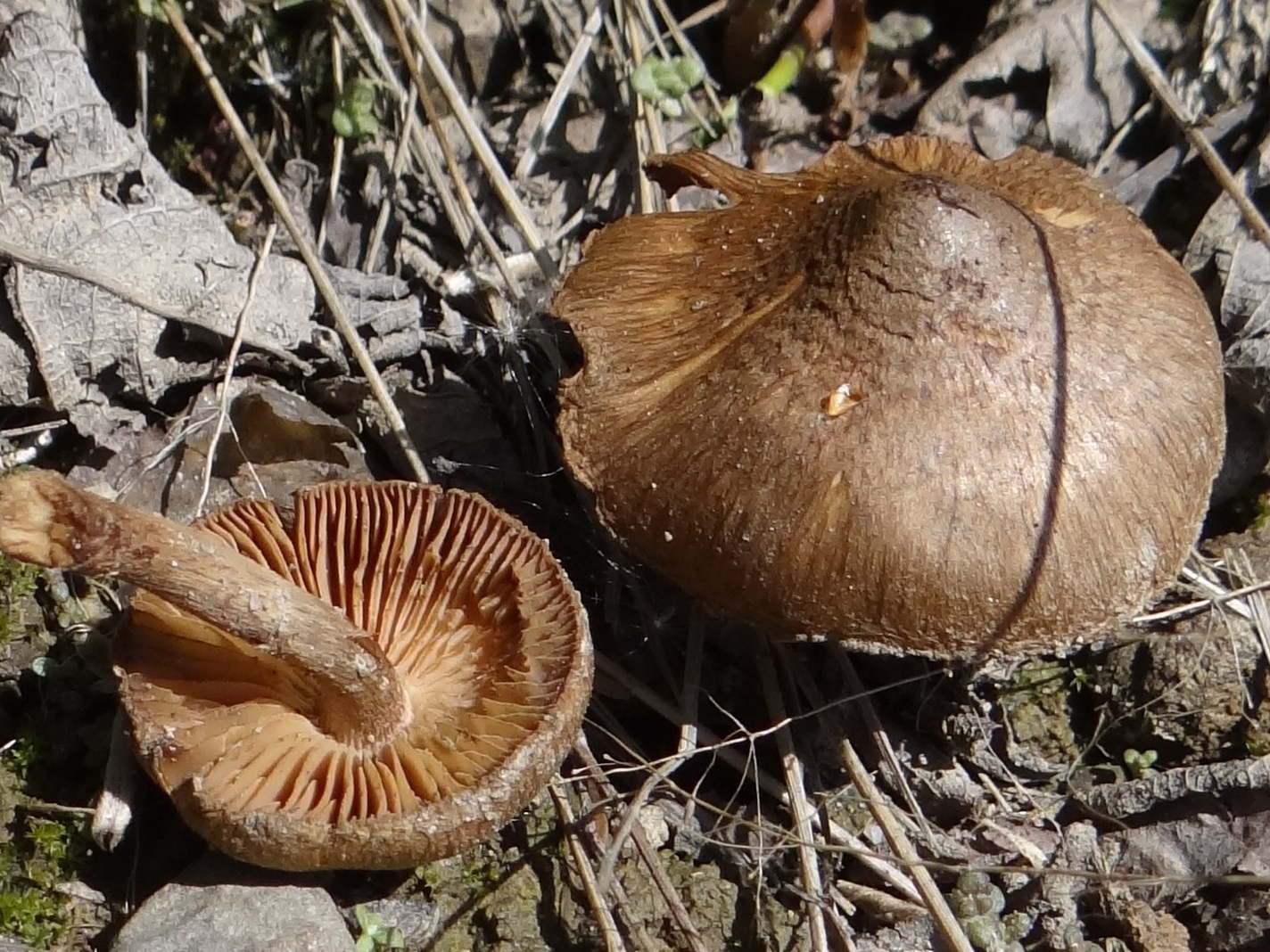
I. lacera (6)
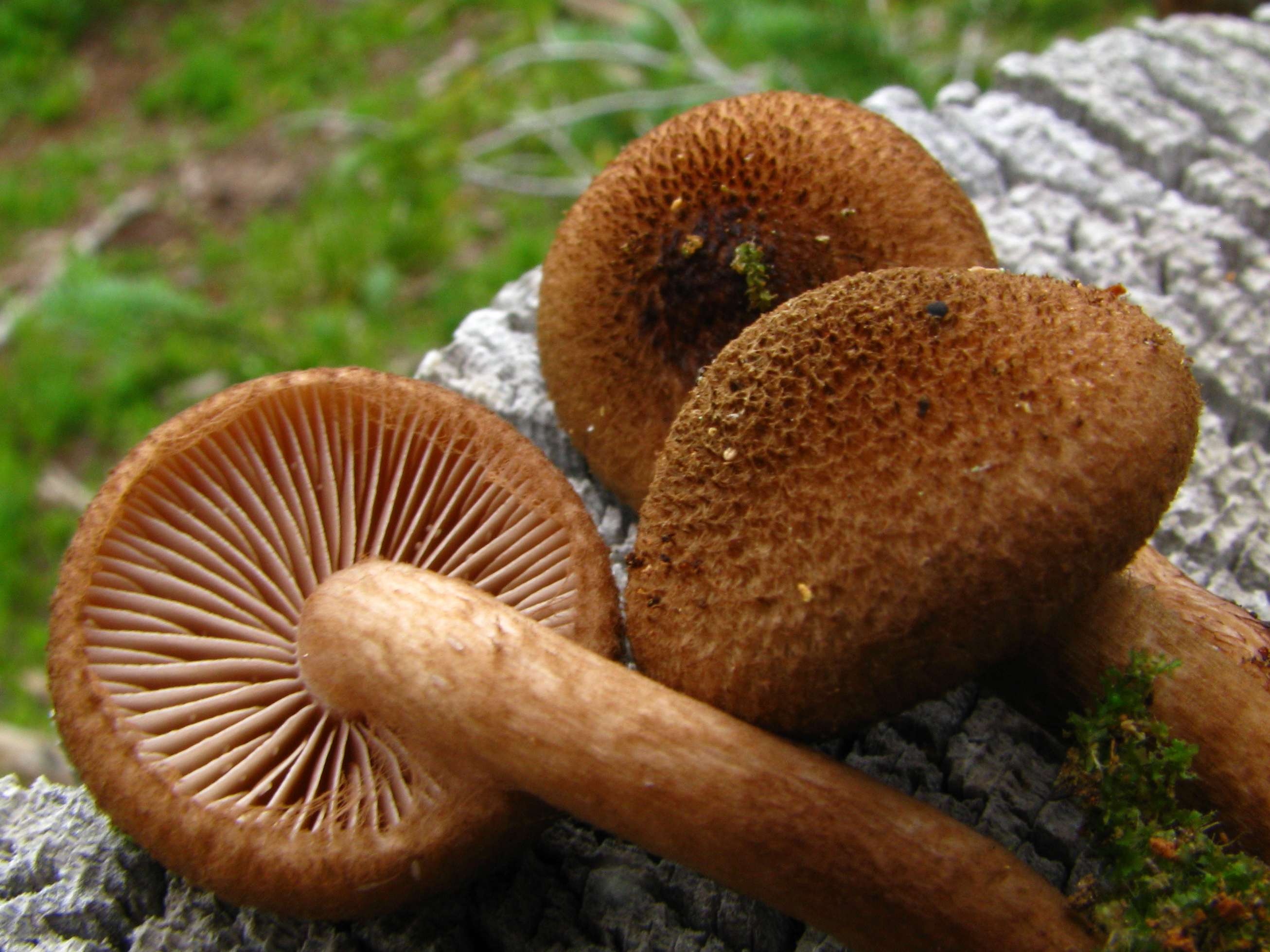
I. flocculosa (7)
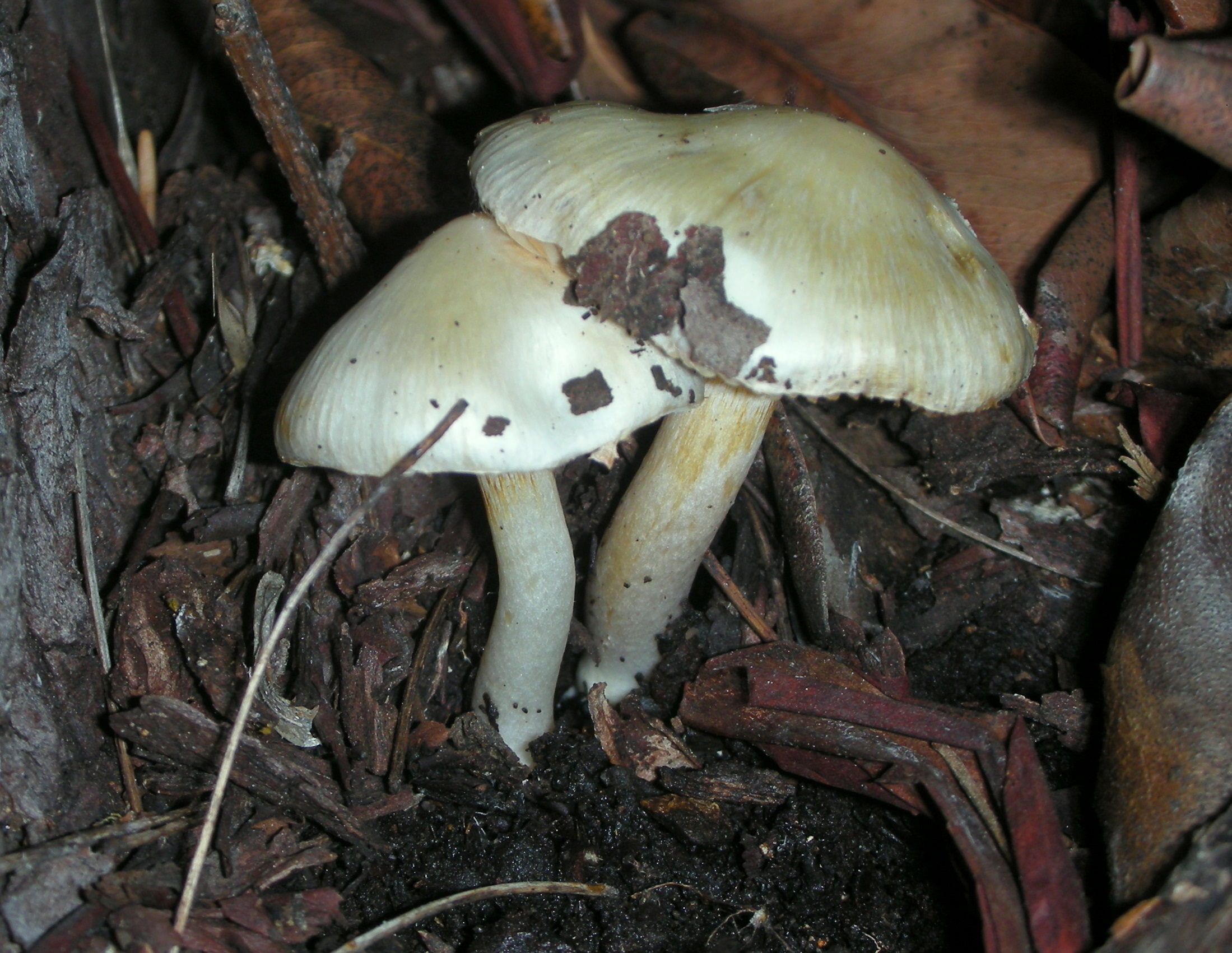
I. geophylla (7)
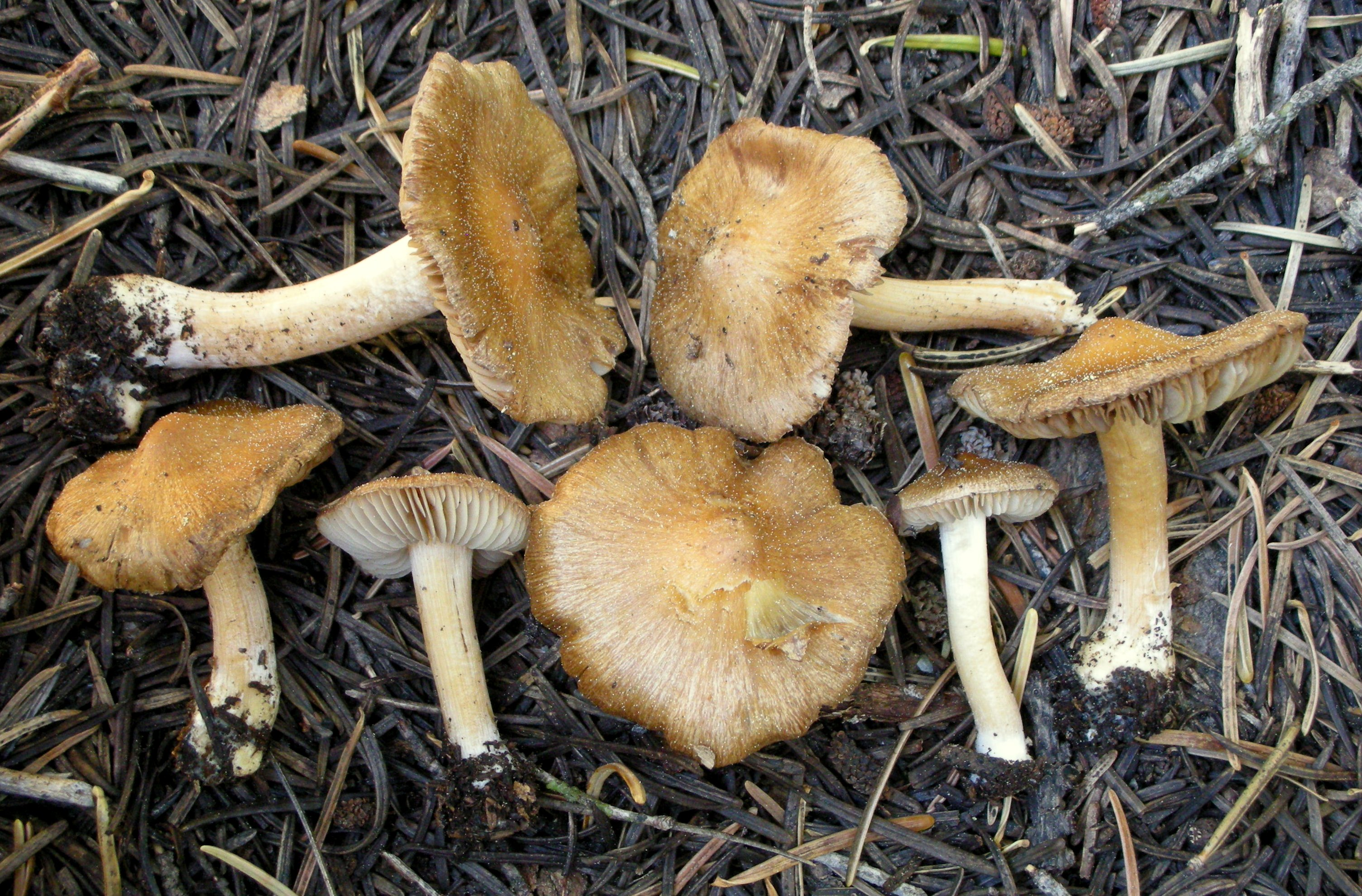
I. virgatula (7)

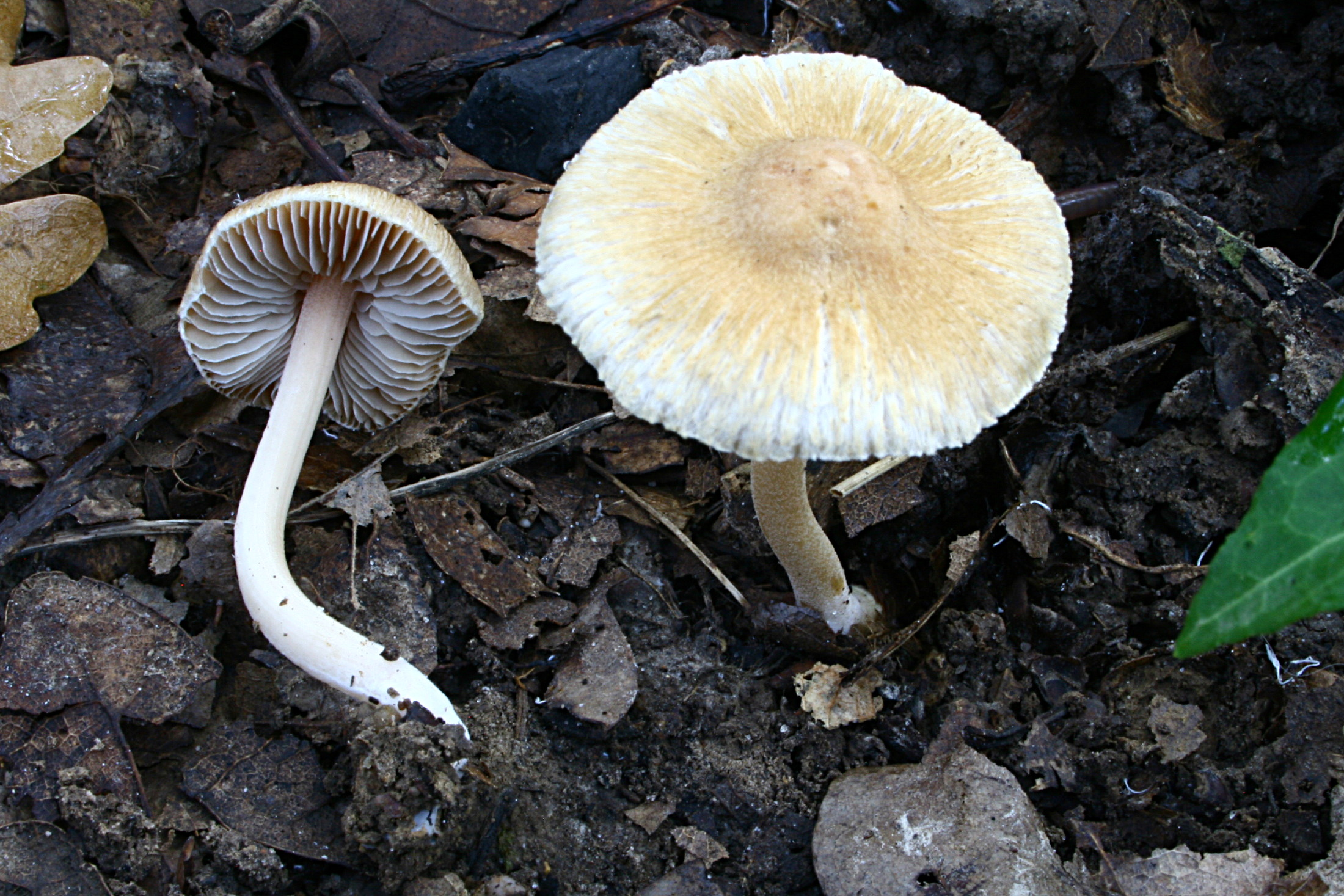
I. hirtella (8)
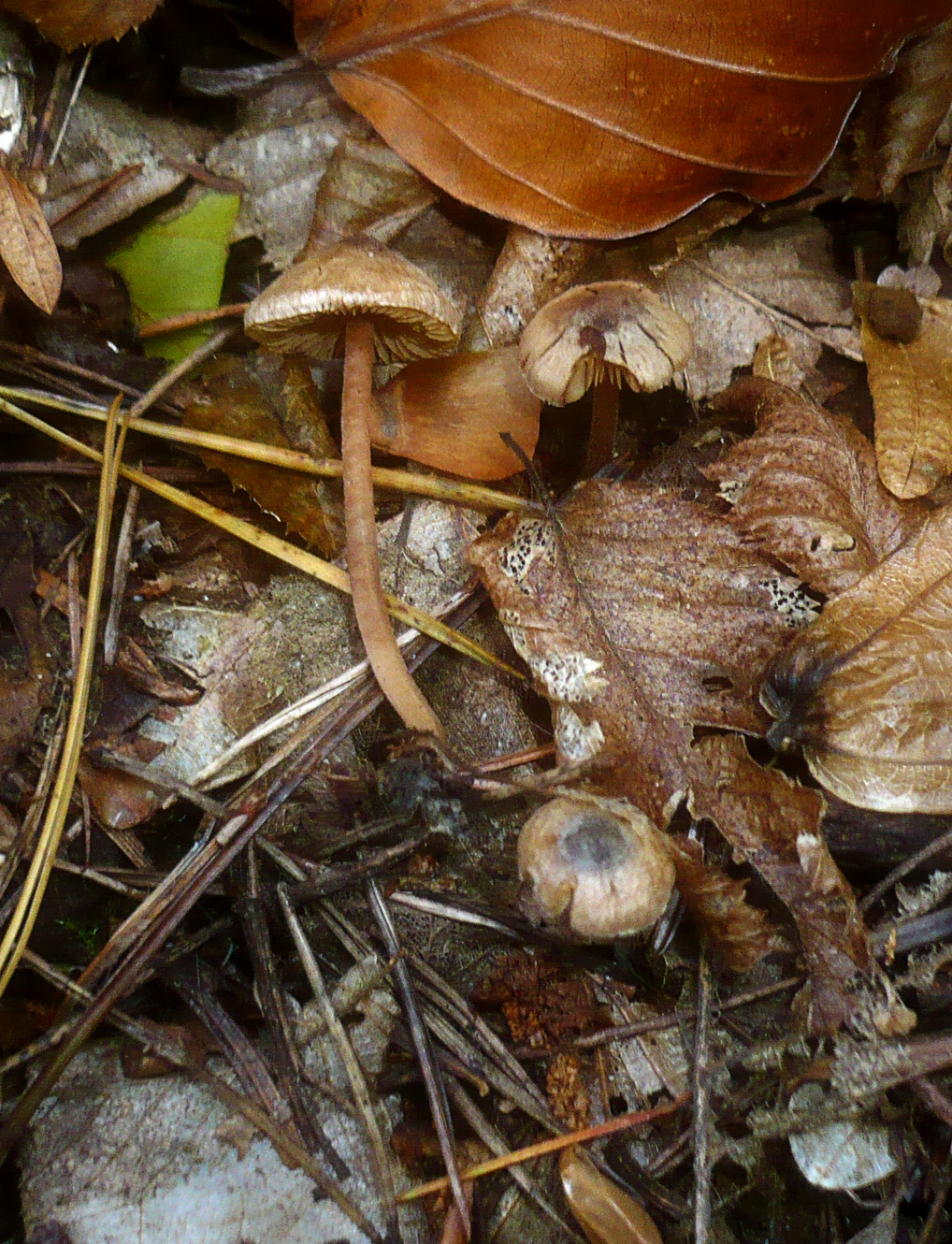
Inocybe petiginosa (8)
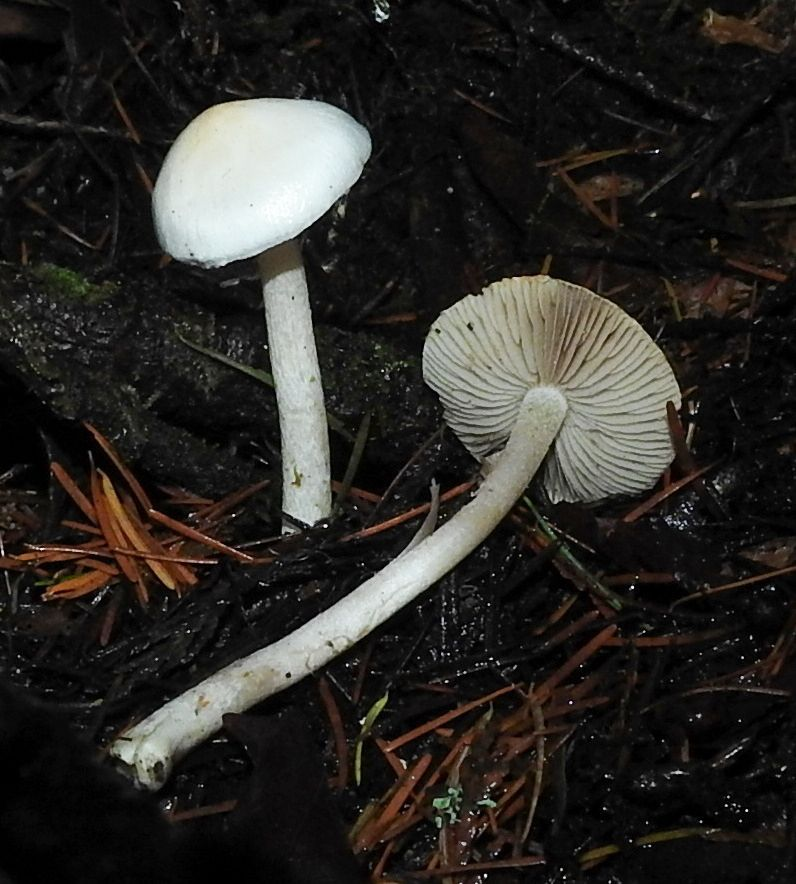
I. sindonia (8)
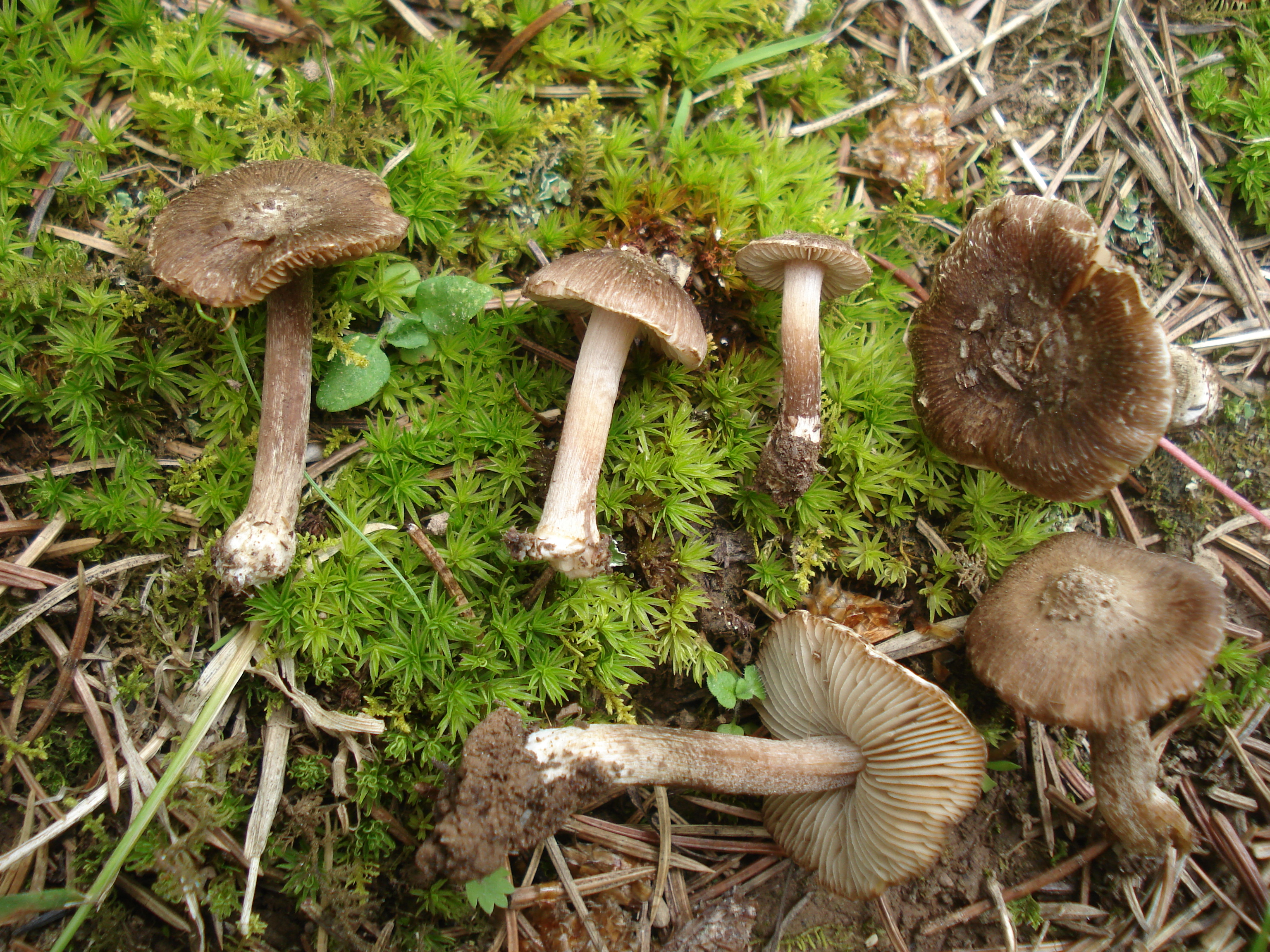
I. assimilata (9)
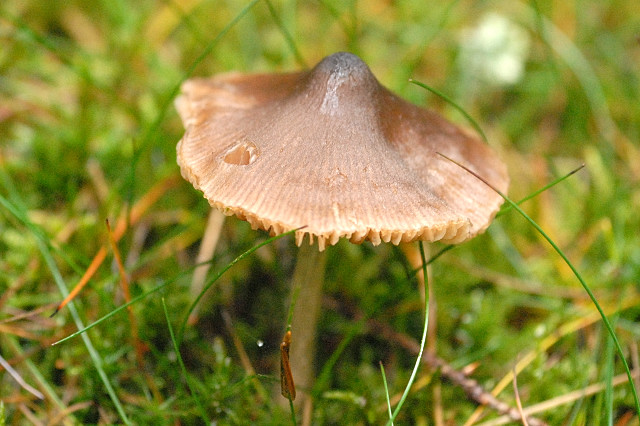
I. lanuginosa (9)
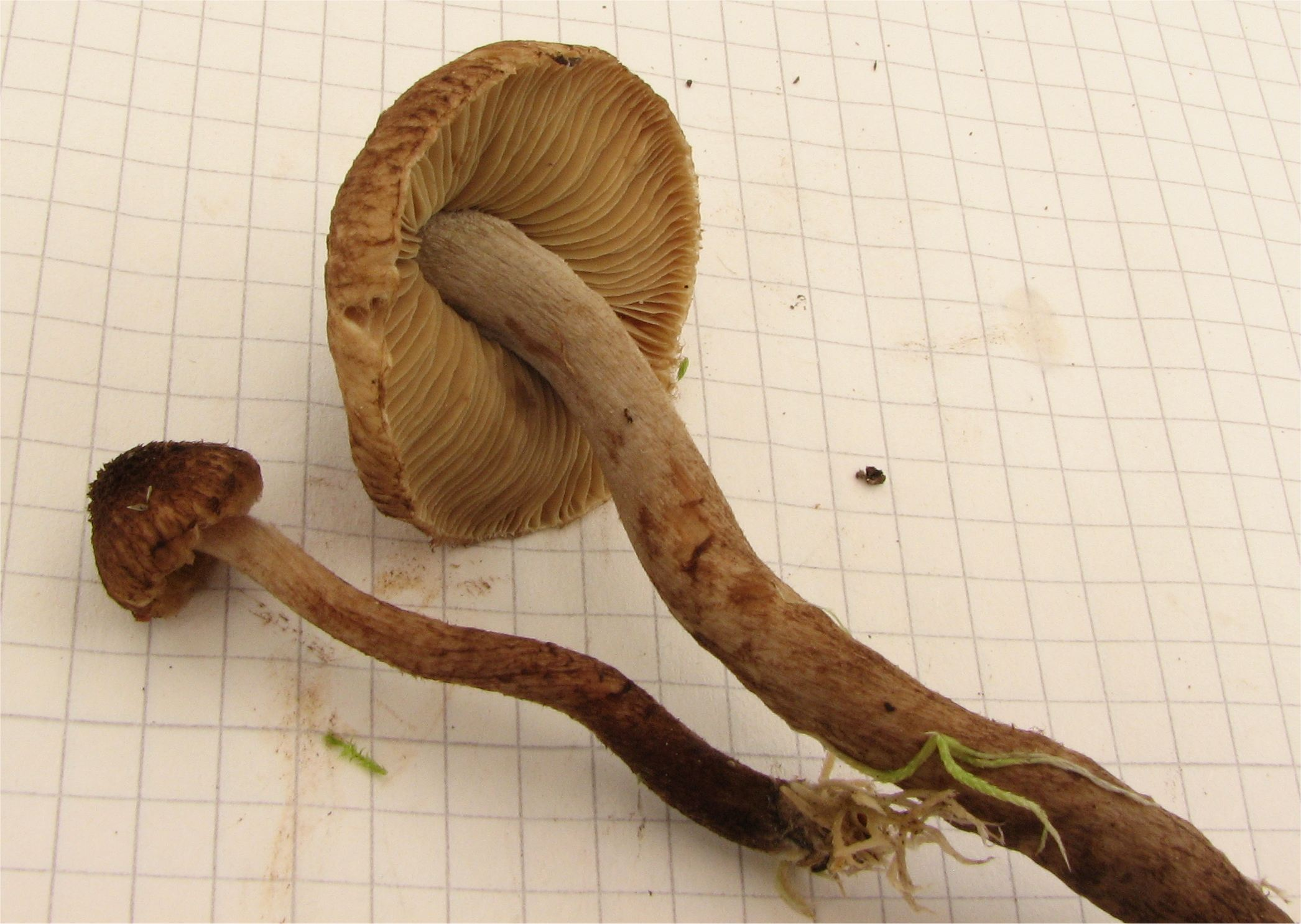
I. relicina (9)
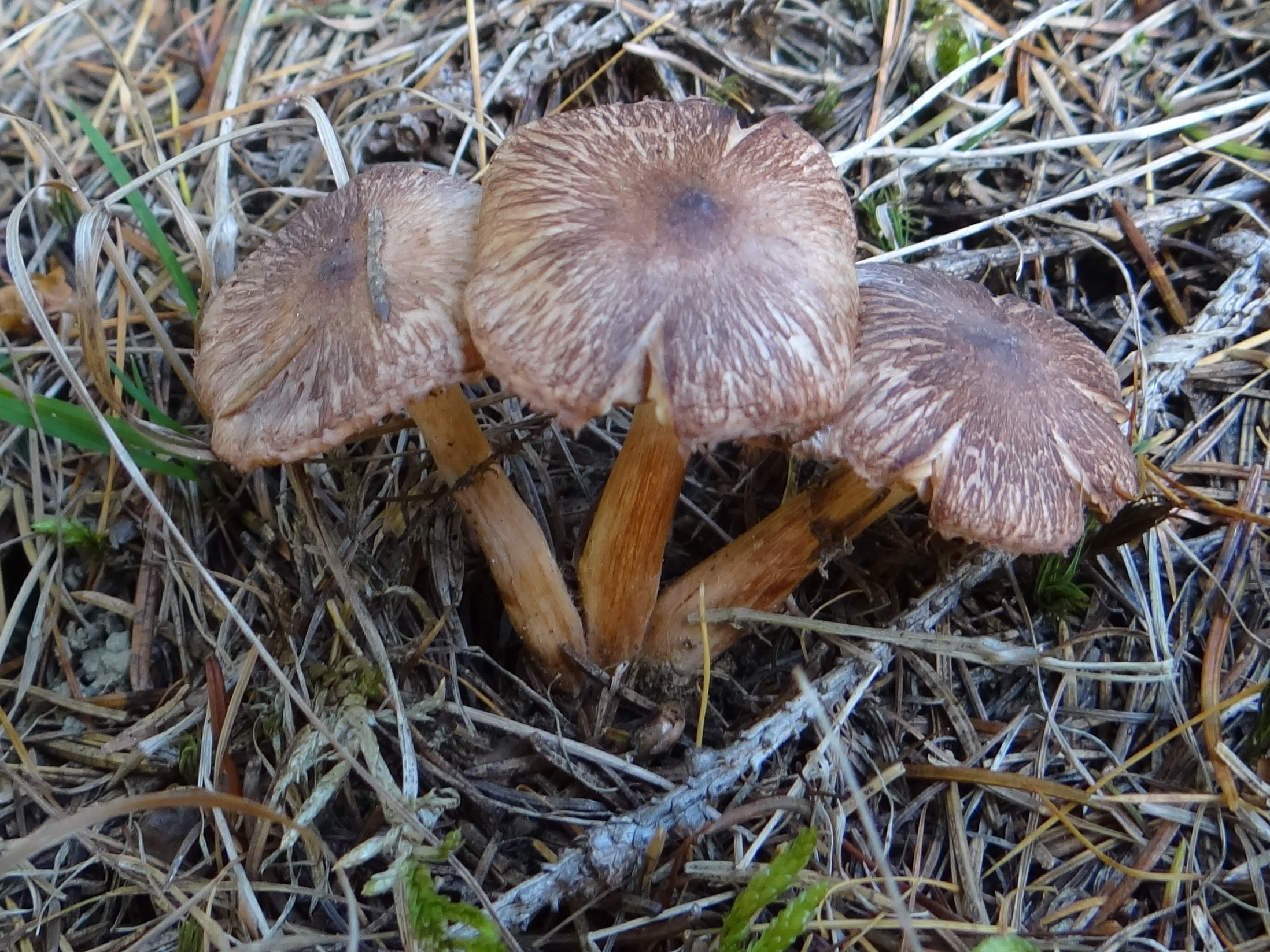
I. asterospora (10)
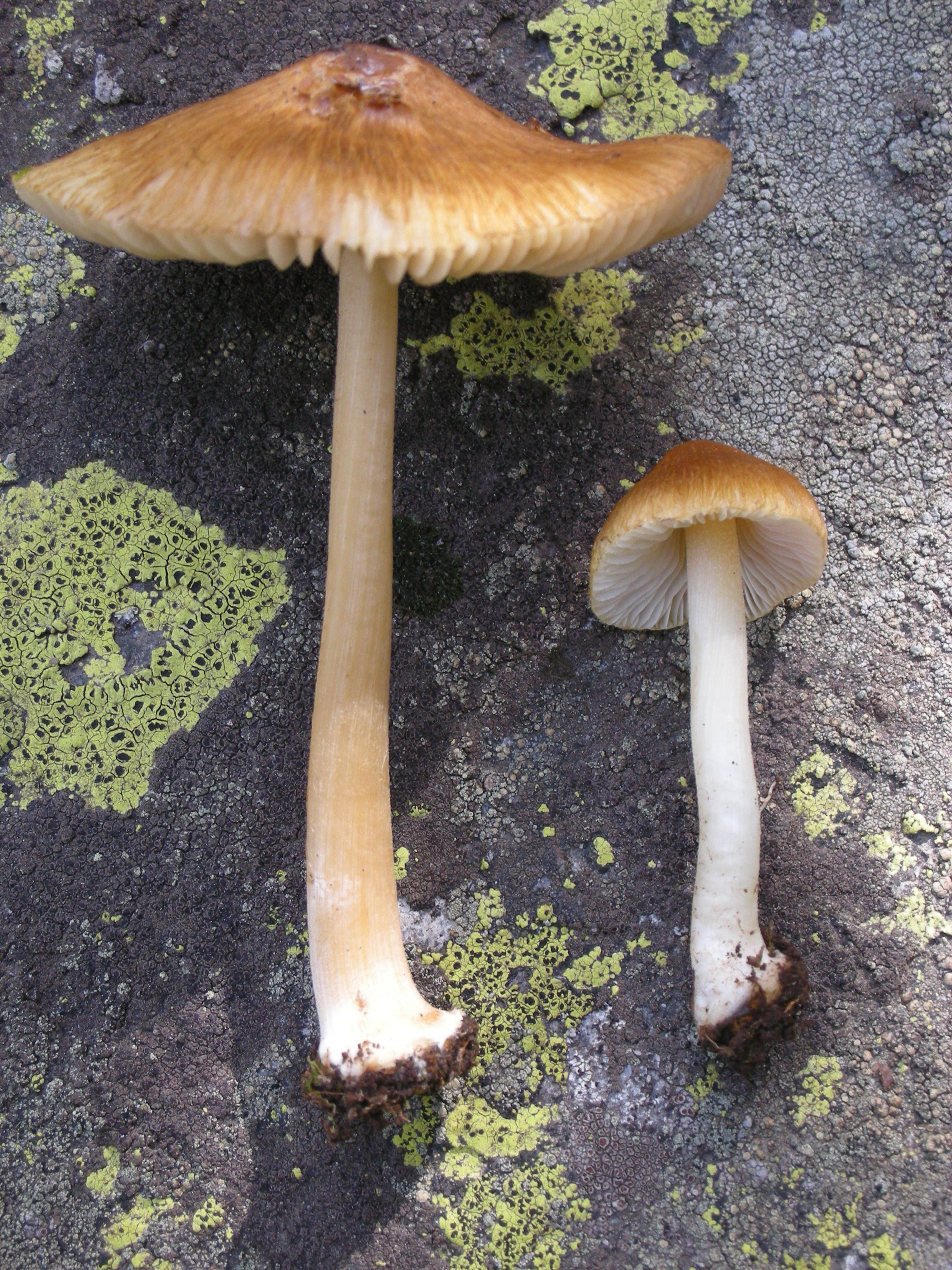
I. praetervisa (10)
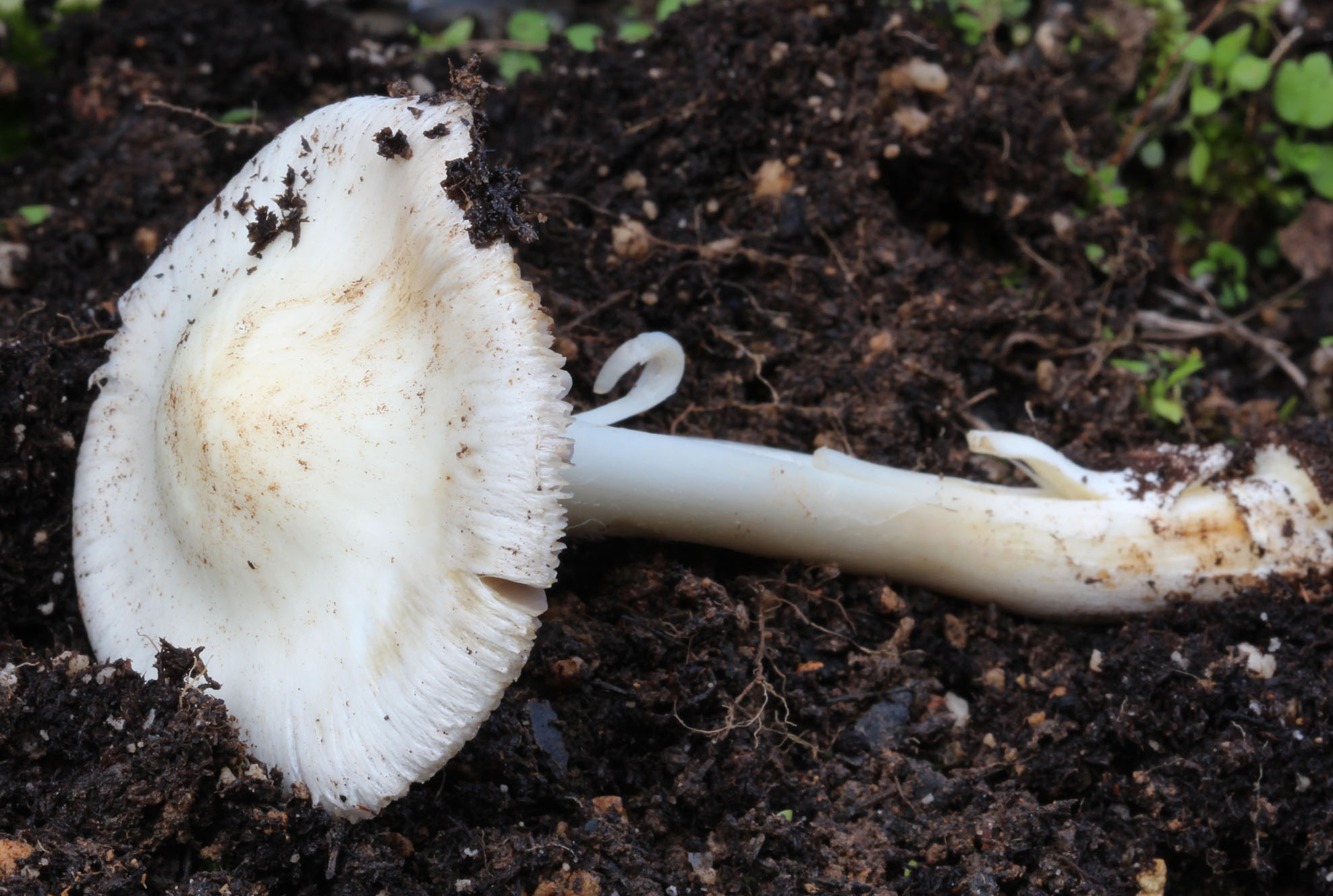
I. fibrosa (11)
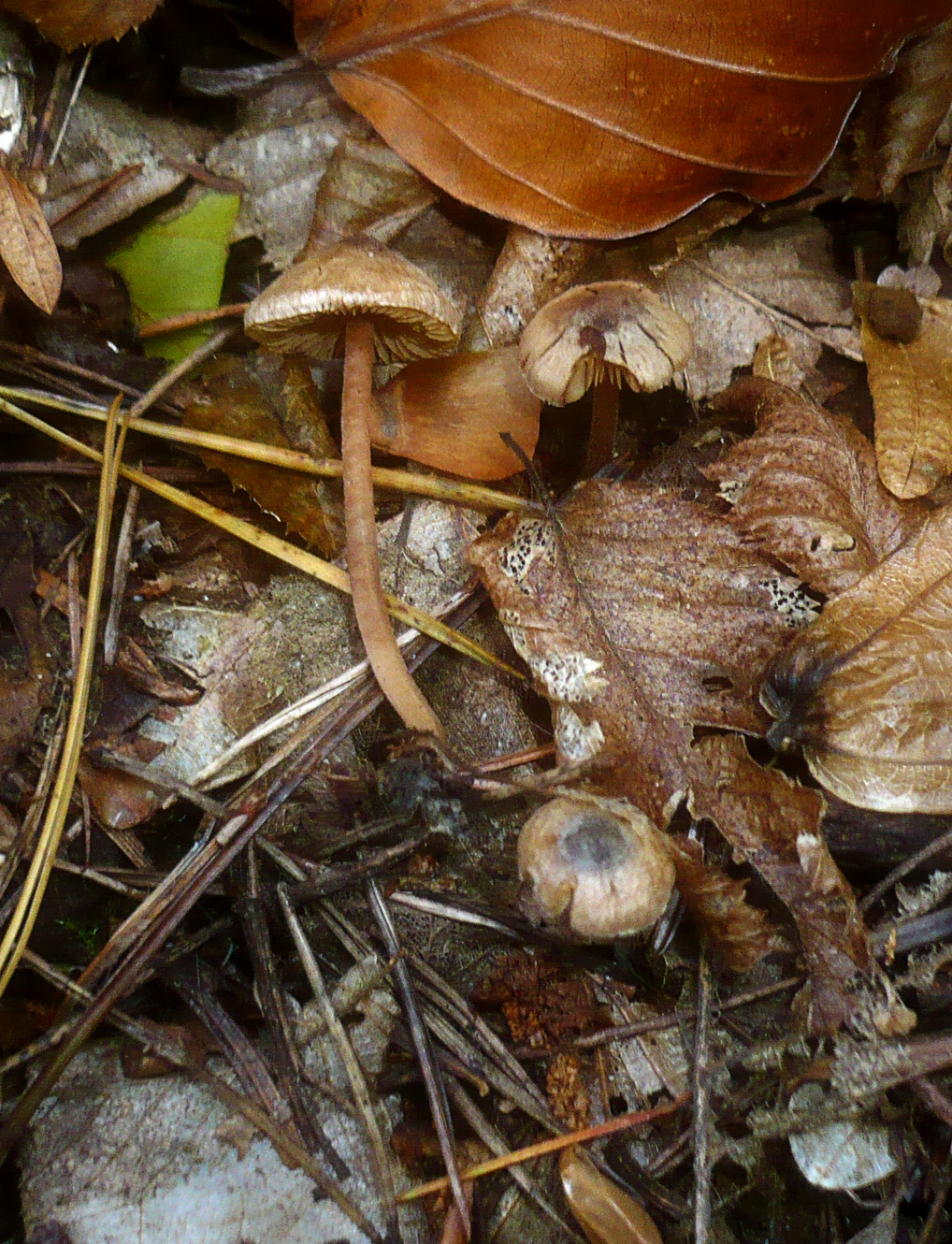
I.petiginosa (11)